# ギャラクシー賞
ギャラクシー賞（ギャラクシーしょう）は、NPO法人放送批評懇談会が、「日本の放送文化の質的な向上」を目的として、「放送局や制作者など製作側からの応募作品（自薦）」、「会員からの推薦作品（他薦）」という2つの審査対象の中から優秀番組・個人・団体を顕彰する賞である。

## 概要
放送批評懇談会設立の1963年に創設された賞で、放送批評懇談会会員から選ばれた選奨事業委員会が、応募のあった作品および選奨事業委員会が推奨した作品（CM部門を除く）の中から、「テレビ部門」「ラジオ部門」「CM部門」「報道活動部門」の4部門について以下の各賞を年に一度表彰する。
- 大賞 1本（各部門）
- 優秀賞 若干本（各部門）
- 選奨 若干本（各部門）
- 特別賞 1本（テレビ部門のみ）
- 個人賞 1名（テレビ部門のみ）
- フロンティア賞（第59回まではテレビ部門のみ、第60回より放送界全体を対象として独立）
- DJパーソナリティ賞（ラジオ部門のみ）
- 奨励賞（各部門）

放送批評懇談会正会員から選ばれた選奨事業委員会が選考に当たる。テレビ、ラジオ、CM、報道活動のそれぞれの部門は、年間を通じて番組・作品の合評を行うなど、日常性を重んじた選考方法に特徴がある。特にテレビ部門では月間の優秀番組「月間賞」を選出し、年度の選考対象作品としている。賞の決定を第三者に委託する顕彰制度が主流となっている中で、一貫して正会員のみで選考することでも賞の独立性を維持しているという。
選考対象になる期間は毎年4月1日から翌年3月31日まで。部門毎に10月に上期、翌年4月に下期の選考会を実施し、5月に最終選考会を開き決定される。
「ギャラクシー」とは、銀河、天の川のこと。才子佳人のきらびやかな集まりという意味があり、放送の世界に数多くの才能が輝くことを願って命名された。

## 沿革
- 1963年度（第1回） - テレビとラジオ毎に「芸能部門」「教育教養部門」「報道部門」で表彰（個人表彰はなし）。
- 1965年度（第3回） - 部門構成が改められ、テレビは「フィクション部門」「芸能以外の部門」「個人部門」、ラジオは「芸能部門」「芸能以外の部門」「個人部門」となる。
- 1966年度（第4回） - 部門構成が廃止され、一律に「ギャラクシー賞」として作品・団体（放送局・プロダクションなど）・個人を表彰。
- 1967年度（第5回） - 3か月を単位とする「期間選奨」を導入・併設。
- 1968年度（第6回） - 賞名が「放送批評家賞（ギャラクシー賞）」となる。
- 1972年度（第10回） - 賞名が「ギャラクシー賞」に戻る。
- 1975年度（第13回） - 「期間選奨」を廃止。
- 1976年度（第14回） - 選奨制度の大改革を行い、賞体系を「大賞」「ギャラクシー賞」「選奨」とし、「特別賞」を設ける。「月間賞」を新設。
- 1982年度（第20回） - 周年記念賞として、「ギャラクシー賞制定20周年記念・特別賞」を選出・表彰。
- 1983年度（第21回） - 「個人賞」を新設。
- 1985年度（第23回） - 「奨励賞」を新設（自薦作品で最終予選に残ったものに「奨励賞」を授与するほか、「月間賞」でその他の賞にならなかったものも「奨励賞」とする）。
- 1987年度（第25回） - 周年記念賞として、「ギャラクシー賞25周年記念特別賞」（「平和の賞」「愛の賞」「まなびの賞」「ユーモア賞」「出版賞」）を表彰。
- 1988年度（第26回） - 「大賞」に次ぐ「ギャラクシー賞」を「優秀賞」に名称変更。
- 1989年度（第27回） - テレビ部門とラジオ部門に分離。部門ごとに「大賞」「優秀賞」「選奨」を表彰する形となる。
- 1992年度（第30回） - 周年記念賞として、「ギャラクシー賞30周年記念賞」と「小谷正一記念賞」（受賞者は牛山純一）を表彰。
- 1993年度（第31回） - ラジオ部門に「DJパーソナリティ賞」を新設。
- 1995年度（第33回） - CM部門を創設（「大賞」「CM賞」を表彰）。テレビ部門で「戦後50年特別賞」を表彰。テレビ部門で『愛していると言ってくれ』（TBS系）が民放の連続ドラマとして初の大賞受賞。
- 1997年度（第35回） - 周年記念賞として、「ギャラクシー賞35周年記念賞」と「放送批評懇談会35周年記念 城戸又一賞」（受賞者は田原総一朗）を表彰。
- 2002年度（第40回） - 報道活動部門を創設。ラジオ部門はこの年のみ「ラジオ番組制作者賞」を表彰。周年記念賞として、「放送批評懇談会創立40周年記念賞」と「岩田糸子賞」（受賞者は黒柳徹子）を表彰。
- 2004年度（第42回）- テレビ部門で『笑ってコラえて! 文化祭 吹奏楽の旅 完結編 一音入魂スペシャル』（日本テレビ系）がバラエティ番組としては初の大賞受賞。
- 2006年度（第44回） - 「マイベストTV賞」を創設。
- 2007年度（第45回） - 周年記念賞として、「ギャラクシー賞45周年記念賞」（受賞者は永六輔）を表彰。
- 2009年度（第47回） - 「志賀信夫賞」を創設。
- 2012年度（第50回） - 周年記念賞として、「50周年記念賞」を表彰。
- 2015年度（第53回） - テレビ部門に「フロンティア賞」新設。
- 2019年度（第57回） - 新型コロナウイルスの感染拡大を受け選考作業が予定通りに実施できず、入賞作品決定と贈賞式が延期される[4]。
- 2022年度（第60回） - 「フロンティア賞」がテレビ部門から独立。周年記念賞として、「60周年記念賞」を表彰。

## 選定方法・選奨事業委員会
ギャラクシー賞の選奨と表彰は、NPO法人「放送批評懇談会」の会員から構成される｢選奨事業委員会｣が担当している。

### 構成
下記は2023年5月時点
選奨事業委員長:出田幸彦（NHK理事・放送総局副総局長）

#### テレビ部門委員会
- 委員長:古川柳子（元テレビ朝日のディレクター・プロデューサー、明治学院大学文学部芸術学科教授[6]）
- 副委員長:桧山珠美（フリーライター[7]）

#### ラジオ部門委員会
- 委員長:桜井聖子（元テレコム・サウンズ、ラジオ番組制作会社「有限会社さくら」代表取締役[8]）
- 副委員長:仲宇佐ゆり（フリーライター[9]）、山田眞嗣（一般社団法人日本民間放送連盟番組部所属）

#### CM部門委員会
- 委員長:家田利一（元博報堂。イエダプラス代表）
- 副委員長:風間恵理子（元客室乗務員。民間企業CM総合研究所（東京企画 (CMサービス)）所属[10]）

#### 報道活動部門委員会
- 委員長:　茅原良平（日本大学芸術学部放送学科准教授[11]）
- 副委員長:　長井展光（元アナウンサー。毎日放送経営戦略室エグゼクティブ）

## 受賞作
- 志賀信夫賞、マイベストTV賞は別記。選奨、奨励賞は割愛する。
- 表中の「DJ賞」は「DJパーソナリティ賞」のこと。

### 第1回 - 第26回
| 回 | 年度     | 部門                   | 受賞作・受賞者（放送局）                                                                  |
| -- | -------- | ---------------------- | ----------------------------------------------------------------------------------------- |
| 1  | 1963年度 | テレビ芸能部門         | シオノギ・テレビ劇場山本富士子アワー 第1回「にごりえ」（フジテレビジョン）                |
| 1  | 1963年度 | テレビ教育教養部門     | ノンフィクション劇場「忘れられた皇軍」（日本テレビ放送網）                                |
| 1  | 1963年度 | テレビ報道部門         | 三池炭鉱爆発・鶴見列車事故に示した報道活動（日本放送協会）                                |
| 1  | 1963年度 | ラジオ芸能部門         | これがステレオだ（文化放送、ニッポン放送）                                                |
| 1  | 1963年度 | ラジオ教育教養部門     | 教養特集（日本放送協会）                                                                  |
| 1  | 1963年度 | ラジオ報道部門         | 録音構成「松川の黒い霧」（東京放送）                                                      |
| 2  | 1964年度 | テレビ芸能部門         | 30分劇場（日本テレビ放送網）                                                              |
| 2  | 1964年度 | テレビ教育教養部門     | カメラ・ルポルタージュ 「F104J」「人間開発〜三重苦20年の記録」（東京放送）                |
| 2  | 1964年度 | テレビ報道部門         | NHK特派員報告（日本放送協会）                                                             |
| 2  | 1964年度 | ラジオ芸能部門         | ラジオ小劇場（日本放送協会）                                                              |
| 2  | 1964年度 | ラジオ教育教養部門     | 5時ですよ漁船の皆さん（日本短波放送）                                                     |
| 2  | 1964年度 | ラジオ教育教養部門     | ことばの交差点（東京放送）                                                                |
| 2  | 1964年度 | ラジオ報道部門         | 該当なし                                                                                  |
| 3  | 1965年度 | テレビフィクション部門 | 若者たち（フジテレビジョン）                                                              |
| 3  | 1965年度 | テレビ芸能以外の部門   | カラハリ（関西テレビ放送）                                                                |
| 3  | 1965年度 | テレビ個人部門         | 大山勝美（東京放送ディレクター）：「楡家の人々」を中心とするドラマの演出                  |
| 3  | 1965年度 | テレビ個人部門         | 金井克子：「歌のグランドショー」（NHK）の出演                                             |
| 3  | 1965年度 | テレビ個人部門         | 塩野義製薬株式会社：「シオノギ・テレビ劇場」「ミュージックフェア'66」（フジテレビ）の提供 |
| 3  | 1965年度 | ラジオ芸能部門         | 戦艦大和（文化放送）                                                                      |
| 3  | 1965年度 | ラジオ芸能以外の部門   | 自然とともに（日本放送協会）                                                              |
| 3  | 1965年度 | ラジオ個人部門         | 若山弦蔵：声優としての活躍                                                                |

| 回 | 年度     | 受賞作・受賞者（放送局・制作会社） |
| -- | -------- | --- |
| 4  | 1966年度 | ドキュメンタリー「謎の一瞬」（日本放送協会） |
| 4  | 1966年度 | サスペンス・シリーズ 「七人の刑事」（東京放送） |
| 4  | 1966年度 | 題名のない音楽会（日本教育テレビ） |
| 4  | 1966年度 | 株式会社虫プロダクション：国産動画に尽くした功績 |
| 4  | 1966年度 | 青森放送：「トベカベ・ジョッキー」「ふるさとのうた」などのラジオ番組の制作                                                                                                  |
| 4  | 1966年度 | 藤岡琢也：「横堀川」（NHK）の演技 |
| 4  | 1966年度 | 中村玉緒：「おもろい夫婦」（フジテレビ）、今井正アワー「雨のひまわり」（NET）、「オーイ・わーい・チチチ」（日本テレビ）の演技                                               |
| 4  | 1966年度 | 萩元晴彦（東京放送ディレクター）：「現代の主役」であみだしたテレビ・アンケートの方式とその演出努力                                                                          |
| 5  | 1967年度 | 海外取材番組「ニューギニアの自然」 「極楽鳥をたずねて」「野生への旅」「高地の祭典」「密林の生態」「秘境の人々」「海のパプア」「総集編～ニューギニアの自然」（日本放送協会） |
| 5  | 1967年度 | 朝日放送：「日本この100年」「激動の日本」の制作 |
| 5  | 1967年度 | 長崎放送：エンタープライズ佐世保入港に際する取材活動 |
| 5  | 1967年度 | 伊庭長之助（日本天然色映画社長）：CMフィルムの制作 |
| 5  | 1967年度 | 九重佑三子：「コメットさん」（TBS）の演技、「NHK紅白歌合戦」「ファミリー・ショー」（NHK）などの司会                                                                         |
| 5  | 1967年度 | 長山藍子：連続テレビ小説「旅路」（NHK）、東芝日曜劇場「女と味噌汁」（TBS）の演技                                                                                            |
| 5  | 1967年度 | 黛敏郎：「題名のない音楽会」（NET）、「NNNワイドニュース」（日本テレビ）などの司会                                                                                          |
| 5  | 1967年度 | 水尾比呂志：ステレオドラマ「愛と修羅〜源氏物語より」（NHK）などの脚本 |
| 6  | 1968年度 | みつめいたり（フジテレビジョン・栄プロダクション） |
| 6  | 1968年度 | 日本放送協会：文芸劇場 「楢山節考」「墨東綺譚」を中心とする |
| 6  | 1968年度 | 蒲谷鶴彦（日本鳥学会会員）：「朝の小鳥」（文化放送）の長年にわたる録音・採集の努力                                                                                          |
| 6  | 1968年度 | 小林亜星：「イエイエ」、「エメロンシャンプー」その他CM音楽の作曲 |
| 6  | 1968年度 | 鈴木健二（日本放送協会アナウンサー）「こんにちは奥さん」「出会い」「昭和の放送史」その他特別番組の司会                                                                      |
| 6  | 1968年度 | 中畑道子：連続テレビ小説「あしたこそ」（NHK）の演技 |
| 6  | 1968年度 | 早坂暁：連続ドラマ「アイウエオ」（NHK）、「石狩平野」（フジテレビ）、「契りきな」（NET）の脚本                                                                              |
| 6  | 1968年度 | 裕川雅雄（ニッポン放送制作部）：「フジセイテツ・コンサート」のプロデュース                                                                                                  |
| 7  | 1969年度 | NNNワイドニュース（日本テレビ放送網） |
| 7  | 1969年度 | 中国放送：長期にわたる原爆関係のラジオ番組の制作 |
| 7  | 1969年度 | 日本短波放送：「重い障害児のために」「精薄相談室」などの放送と活動 |
| 7  | 1969年度 | 広島テレビ放送：「碑」を頂点とする原爆関係番組の制作 |
| 7  | 1969年度 | 三井グループ：「兼高かおる世界の旅」（TBS）の提供 |
| 7  | 1969年度 | 浅丘ルリ子：「朱鷺の墓」（NHK）、グランド劇場「90日の恋」（日本テレビ）の演技                                                                                               |
| 7  | 1969年度 | 露木茂：「奥さまスタジオ小川宏ショー」（フジテレビ）の司会 |
| 7  | 1969年度 | 三田佳子：連続ドラマ「京の川」（NHK）、「アーラわが君」（フジテレビ）、「ただいま同居中」（TBS）の演技                                                                      |
| 8  | 1970年度 | 現代の映像（日本放送協会） |
| 8  | 1970年度 | 日本史探訪（日本放送協会） |
| 8  | 1970年度 | 石井ふく子（東京放送プロデューサー）：「東芝日曜劇場」のプロデュース |
| 8  | 1970年度 | 牛山純一（日本テレビ放送網プロデューサー）：テレビ・ドキュメンタリーのプロデュース                                                                                          |
| 8  | 1970年度 | 瀬川昌昭（日本放送協会社会番組部プロデューサー）：「70年代われらの世界」などの制作                                                                                          |
| 8  | 1970年度 | 奈良岡朋子：連続ドラマ「ゼロの焦点」（NHK）、「五彩の女」（NET）、東芝日曜劇場「酒場の扉」（TBS）などの演技                                                                 |
| 8  | 1970年度 | ミヤコ蝶々：「夫婦善哉」（朝日放送）、「テレビナイトショー」（関西テレビ）の司会、「待ってますワ」（TBS）などの演技                                                         |
| 8  | 1970年度 | 夢路いとし・喜味こいし：「がっちり買いまショウ」（毎日放送）の司会 |
| 9  | 1971年度 | 対話・1972（毎日放送） |
| 9  | 1971年度 | NHK特派員報告（日本放送協会） |
| 9  | 1971年度 | ママとあそぼう!ピンポンパン（フジテレビジョン・フジプロダクション） |
| 9  | 1971年度 | 若い広場（日本放送協会） |
| 9  | 1971年度 | 11PM（日本テレビ放送網・讀賣テレビ放送）月曜日の企画制作スタッフと大橋巨泉                                                                                                  |
| 10 | 1972年度 | おはようパーソナリティ中村鋭一です（朝日放送） |
| 10 | 1972年度 | 東海テレビ放送報道制作局：四日市公害に関する一連の報道制作番組 |
| 10 | 1972年度 | 老人問題としての「仮の世」「リヤ王～ある老人心理劇の記録」（RKB毎日放送）                                                                                                   |
| 10 | 1972年度 | 緒形拳：「必殺仕掛人」（朝日放送）の演技 |
| 10 | 1972年度 | 北林谷栄：「らっこの金さん」、特集ドラマ「静かなる爆薬」（NHK）などの演技                                                                                                   |
| 10 | 1972年度 | レナート・カステラーニ：「レオナルド・ダ・ヴィンチの生涯」（イタリア放送協会制作／NHK）の演出                                                                               |
| 11 | 1973年度 | 人間の歌シリーズ「それぞれの秋」（東京放送・木下恵介プロダクション） |
| 11 | 1973年度 | 天皇の世紀（朝日放送・国際放映） |
| 11 | 1973年度 | 札幌テレビ放送：「海は見えない知里真志保の記録」などで示したアイヌ文化の掘り下げ                                                                                            |
| 11 | 1973年度 | 鈴木久雄（東京12チャンネルディレクター・プロデューサー）：「シリーズ特集」「金曜スペシャル」のドキュメンタリー制作                                                          |
| 11 | 1973年度 | 倍賞千恵子：「遥かなるわが町」「お姉ちゃん」（TBS）の演技、「ワンマンショー」（NHK）の歌唱力                                                                                |
| 12 | 1974年度 | まり子のチャリティ・テレソン（近畿放送） |
| 12 | 1974年度 | テレビスター劇場 「華麗なる一族」（毎日放送・東宝テレビ部） |
| 12 | 1974年度 | 日本テレビ放送網報道局番組制作部：「NNNドキュメント'74」「NNNドキュメント'75」において                                                                                      |
| 12 | 1974年度 | 倉本聰：東芝日曜劇場「ああ！新世界」（北海道放送）、「6羽のかもめ」（フジテレビ）の脚本                                                                                     |
| 13 | 1975年度 | NNNドキュメント'75 「明日をつかめ！貴くん〜4745日の記録」（日本テレビ放送網）                                                                                               |
| 13 | 1975年度 | ザ・スペシャル 「ハーツ・アンド・マインズ」（日本教育テレビ） |
| 13 | 1975年度 | 20世紀の映像（毎日放送） |

| 回 | 年度     | 賞                                   | 受賞作・受賞者（放送局・制作会社） |
| -- | -------- | ------------------------------------ | --- |
| 14 | 1976年度 | 大賞                                 | テレビルポルタージュ 「あいラブ優ちゃん」（RKB毎日放送） |
| 14 | 1976年度 | ギャラクシー賞                       | ヒューマンドキュメント 岩手に生きる「いのち」（岩手放送） |
| 14 | 1976年度 | ギャラクシー賞                       | ドキュメンタリー「ある父の日」（北日本放送） |
| 14 | 1976年度 | ギャラクシー賞                       | NHK特集 「ある総合商社の挫折～ニューファウンドランドの謎」（日本放送協会） |
| 14 | 1976年度 | 特別賞                               | 富士ゼロックス（現:富士フイルムビジネスイノベーション）：「ザ・スペシャル by XEROX」（NET）の提供                                                                                    |
| 15 | 1977年度 | 大賞                                 | 遠い島～硫黄島、その33年（朝日放送） |
| 15 | 1977年度 | ギャラクシー賞                       | NNNドキュメント'77 「学校がこわいので学校にはいきません〜ある中学生の自殺」（日本テレビ放送網）                                                                                      |
| 15 | 1977年度 | ギャラクシー賞                       | 金曜ドラマ「岸辺のアルバム」（東京放送） |
| 15 | 1977年度 | ギャラクシー賞                       | RKB毎日放送制作部：「記者ありき〜六鼓・菊竹淳」、テレビルポルタージュ「九大生体解剖三十三回忌」、「引揚港・博多湾」などの制作                                                        |
| 15 | 1977年度 | 特別賞                               | NHK特集「日本の戦後」シリーズ（日本放送協会） |
| 16 | 1978年度 | 大賞                                 | 該当作品なし |
| 16 | 1978年度 | ギャラクシー賞                       | NHK特集 「コロニアの歌声〜ブラジル移民70年」（日本放送協会） |
| 16 | 1978年度 | ギャラクシー賞                       | 土曜ワイドラジオTokyo 特集「ねえ、教えて！素朴な疑問シリーズ第3弾」（東京放送） |
| 16 | 1978年度 | ギャラクシー賞                       | NHK特集 「『戒厳指令“交信ヲ傍受セヨ”』〜二・二六事件秘録」（日本放送協会） |
| 16 | 1978年度 | ギャラクシー賞                       | こちらデスク（全国朝日放送） |
| 16 | 1978年度 | 特別賞                               | テレビセミナー 「ガルブレイス“不確実性の時代”を語る」（東京放送・イギリスBBC） |
| 17 | 1979年度 | 大賞                                 | NHK特集（日本放送協会） |
| 17 | 1979年度 | ギャラクシー賞                       | 土曜ワイド劇場 「戦後最大の誘拐・吉展ちゃん事件」（全国朝日放送・S.H.P） |
| 17 | 1979年度 | ギャラクシー賞                       | 3年B組金八先生 「十五歳の母その(1)〜その(3)」（東京放送） |
| 17 | 1979年度 | ギャラクシー賞                       | ドラマ「四季〜ユートピアノ」（日本放送協会） |
| 17 | 1979年度 | 特別賞                               | 日本映像記録センター すばらしい世界旅行「大アマゾンの生と死」（日本テレビ）の制作スタッフ                                                                                            |
| 18 | 1980年度 | 大賞                                 | 中国放送：「ヒロシマ35年・未ダ補償ナシ」RCCスペシャル「原爆プレスコード」ほかの原爆報道活動                                                                                          |
| 18 | 1980年度 | ギャラクシー賞                       | 戦争を知っている子供たち〜35年目の夏（毎日放送） |
| 18 | 1980年度 | ギャラクシー賞                       | 全国歌謡大調査 明治から昭和この100年！史上最大のベストテン（東京放送） |
| 18 | 1980年度 | ギャラクシー賞                       | NHK特集 「旅立とう、いま〜こずえさん20歳の青春」（日本放送協会） |
| 18 | 1980年度 | 特別賞                               | 株式会社資生堂：「光子の窓」（日本テレビ）、「女性専科」（TBS）から「おしゃれ」「国際女子マラソン中継」（日本テレビ）に至る番組提供                                                  |
| 18 | 1980年度 | 特別賞                               | 古谷綱正：「ニュースコープ」（TBS）のキャスター |
| 19 | 1981年度 | 大賞                                 | NHK特集 「日本の条件〜食糧・地球は警告する」（日本放送協会） |
| 19 | 1981年度 | ギャラクシー賞                       | 創立30周年記念特別番組「印象派〜光と影の画家たち」（東京放送・テレビマンユニオン）                                                                                                   |
| 19 | 1981年度 | ギャラクシー賞                       | ワイドドラマスペシャル「ショパン・わが魂のポロネーズ」（日本放送協会） |
| 19 | 1981年度 | ギャラクシー賞                       | 金曜劇場「北の国から」（フジテレビジョン） |
| 19 | 1981年度 | 特別賞                               | ファニア歌いなさい（テレビ東京・米CBS） |
| 20 | 1982年度 | ギャラクシー賞制定20周年記念・特別賞 | オーケストラがやって来た（東京放送・テレビマンユニオン） |
| 20 | 1982年度 | ギャラクシー賞制定20周年記念・特別賞 | 瀬戸大橋時代を創る（山陽放送） |
| 20 | 1982年度 | ギャラクシー賞制定20周年記念・特別賞 | 邦楽百景（テレビ東京） |
| 20 | 1982年度 | ギャラクシー賞制定20周年記念・特別賞 | すばらしい世界旅行（日本テレビ放送網・日本映像記録センター） |
| 20 | 1982年度 | ギャラクシー賞制定20周年記念・特別賞 | いまラジオ時代（ニッポン放送） |
| 20 | 1982年度 | ギャラクシー賞制定20周年記念・特別賞 | 真珠の小箱（毎日放送・放送映画製作所） |
| 20 | 1982年度 | ギャラクシー賞制定20周年記念・特別賞 | お茶の間郷土劇場（沖縄テレビ放送） |
| 20 | 1982年度 | ギャラクシー賞制定20周年記念・特別賞 | ミュージックフェア（フジテレビジョン） |
| 20 | 1982年度 | ギャラクシー賞制定20周年記念・特別賞 | 小沢昭一の小沢昭一的こころ（東京放送） |
| 20 | 1982年度 | ギャラクシー賞制定20周年記念・特別賞 | テレビ寺子屋（テレビ静岡） |
| 20 | 1982年度 | 大賞                                 | ジャピンドⅡ〜インドネシア残留日本兵1982年（朝日放送） |
| 20 | 1982年度 | ギャラクシー賞                       | アングル'82「ある青年教師の死」（熊本放送） |
| 20 | 1982年度 | ギャラクシー賞                       | ドキュメンタリー「地底の葬列」（北海道放送） |
| 20 | 1982年度 | ギャラクシー賞                       | 木曜ゴールデンドラマ「あふれる愛に！」（読売テレビ放送・キネマ東京） |
| 20 | 1982年度 | 特別賞                               | 星からの国際情報〜大森実・ロス衛星中継（テレビ東京） |
| 21 | 1983年度 | 大賞                                 | ドラマスペシャル「日本の面影」（日本放送協会） |
| 21 | 1983年度 | ギャラクシー賞                       | 報道ドキュメンタリー「信頼〜1枚の診療明細書から」（富山テレビ放送） |
| 21 | 1983年度 | ギャラクシー賞                       | ドラマスペシャル「黒い雨～姪の結婚」（日本テレビ放送網） |
| 21 | 1983年度 | ギャラクシー賞                       | スーパーステーション「南北夢幻」（ニッポン放送） |
| 21 | 1983年度 | 個人賞                               | 浅丘ルリ子：木曜ゴールデンドラマ「魔性」（読売テレビ）の演技 |
| 22 | 1984年度 | 大賞                                 | NHK特集 「21世紀は警告する」（日本放送協会） |
| 22 | 1984年度 | ギャラクシー賞                       | NHK特集 「世界の科学者は予見する・核戦争後の地球」（日本放送協会・スウェーデン放送協会・カナダ・オンタリオTV・フランス・テクニソノール）                                             |
| 22 | 1984年度 | ギャラクシー賞                       | ワルシャワをみつめた日本人形〜タイカ・キワの45年（テレビ西日本） |
| 22 | 1984年度 | ギャラクシー賞                       | 死者たちの遺言～回天に散った学徒兵の軌跡（山口放送） |
| 22 | 1984年度 | 特別賞                               | テレビマンユニオン：電電コミュニケーションスペシャル「ことばは人を結び、世界をつくる～愛ことば8万キロ」（日本テレビ）、NECスペシャル「宇宙からの証言・地球」（テレビ朝日）などの制作 |
| 22 | 1984年度 | 個人賞                               | 津川雅彦：「女の一生」（朝日放送）の演技 |
| 23 | 1985年度 | 大賞                                 | TBSテレビ開局30周年記念特別番組「シベリア大紀行・おろしや国酔夢譚の世界をゆく」（東京放送）                                                                                          |
| 23 | 1985年度 | ギャラクシー賞                       | かよこ桜の咲く日（テレビ西日本・テレビ長崎） |
| 23 | 1985年度 | ギャラクシー賞                       | IBM美術スペシャル「ゴッホ～さまよえる情熱の魂」（中部日本放送・イースト） |
| 23 | 1985年度 | ギャラクシー賞                       | 木曜ドラマスペシャル「恋人たちのいた場所」（東京放送） |
| 23 | 1985年度 | 特別賞                               | ニッポン放送：「スーパーステーション」の期間活動 |
| 24 | 1986年度 | 大賞                                 | 追跡ドキュメント「集団スリ逮捕〜執念の報酬」（朝日放送） |
| 24 | 1986年度 | ギャラクシー賞                       | NNNドキュメント'86 「シリーズ41年目の夏(2)セピア色の証言〜張作霖爆殺事件・秘匿写真」（山形放送）                                                                                     |
| 24 | 1986年度 | ギャラクシー賞                       | ドラマスペシャル「少年」（日本放送協会） |
| 24 | 1986年度 | ギャラクシー賞                       | ドラマスペシャル「北の国から'87初恋」（フジテレビジョン） |
| 24 | 1986年度 | 特別賞                               | 木曜スペシャル「史上最大! アメリカ横断ウルトラクイズ10周年記念シリーズ」（日本テレビ放送網・テレビマンユニオン）                                                                     |
| 25 | 1987年度 | 平和の賞                             | NHK特集 「世界の科学者は予見する・核戦争後の地球」（日本放送協会） |
| 25 | 1987年度 | 平和の賞                             | 映像'80（毎日放送） |
| 25 | 1987年度 | 愛の賞                               | 一連の徳山村についてのドキュメンタリー（東海テレビ放送） |
| 25 | 1987年度 | 愛の賞                               | 兼高かおる世界の旅（東京放送・教育文化制作） |
| 25 | 1987年度 | 愛の賞                               | 「北の国から」シリーズ（フジテレビジョン） |
| 25 | 1987年度 | まなびの賞                           | 「日本アイ・ビー・エム美術スペシャル」シリーズ（テレビマンユニオン） |
| 25 | 1987年度 | まなびの賞                           | 市岡康子（日本映像記録センター）：「すばらしい世界旅行」（日本テレビ）ディレクター                                                                                                   |
| 25 | 1987年度 | ユーモア賞                           | 木曜スペシャル「史上最大! アメリカ横断ウルトラクイズ」第1回 - 第11回（日本テレビ放送網・テレビマンユニオン）                                                                         |
| 25 | 1987年度 | ユーモア賞                           | 「鳥人間コンテスト世界大会」第1回 - 第11回（読売テレビ放送） |
| 25 | 1987年度 | ユーモア賞                           | 土曜ワイド劇場「家政婦は見た!」シリーズ（全国朝日放送・大映テレビ） |
| 25 | 1987年度 | 出版賞                               | 「証言・私の昭和史」シリーズ（テレビ東京） |
| 25 | 1987年度 | 大賞                                 | ドラマ人間模様「花へんろ～風の昭和日記第三章」（日本放送協会） |
| 25 | 1987年度 | ギャラクシー賞                       | 土曜スペシャル「比叡山紀行・道はるかなり阿闍梨二千日を歩く」（テレビ東京・国際ビデオ）                                                                                               |
| 25 | 1987年度 | ギャラクシー賞                       | NNNドキュメント'87 「母さんが死んだ! “生活保護”の周辺」（札幌テレビ放送、水島宏明）                                                                                                  |
| 25 | 1987年度 | ギャラクシー賞                       | MBSサンデースペシャル 公開らくごラマ「大阪レジスタンス」（毎日放送） |
| 25 | 1987年度 | 特別賞                               | 鶴橋康夫（読売テレビ放送チーフプロデューサー）：水準高い演出力 |
| 26 | 1988年度 | 大賞                                 | スポーツキャストスペシャル「今日甦る！幻の東京オリンピック」（全国朝日放送・テレコム・ジャパン）                                                                                     |
| 26 | 1988年度 | 優秀賞                               | ドラマスペシャル「虹のある部屋」（日本放送協会） |
| 26 | 1988年度 | 優秀賞                               | 木曜劇場「ニューヨーク恋物語」（フジテレビジョン・共同テレビジョン） |
| 26 | 1988年度 | 優秀賞                               | そこが知りたい「あなたの町の！外人労働者たち」（東京放送） |
| 26 | 1988年度 | 特別賞                               | RBC特集 報道部発「遅すぎた聖断〜検証・沖縄戦への道」（琉球放送） |

### 第27回 - 第62回
| 回 | 年度     | 部門           | 賞                             | 受賞作・受賞者（放送局・制作会社） |
| -- | -------- | -------------- | ------------------------------ | --- |
| 27 | 1989年度 | テレビ部門     | 大賞                           | サントリードラマスペシャル「失われた時の流れを」（フジテレビジョン） |
| 27 | 1989年度 | テレビ部門     | 優秀賞                         | NNNドキュメント'89 「反古にされた90万人署名〜北海道“原発議会”の三日間」（札幌テレビ放送） |
| 27 | 1989年度 | テレビ部門     | 優秀賞                         | シリーズ真相・その1「あの涙を忘れない!日本が朝鮮を支配した36年間」（全国朝日放送・日本映像記録センター） |
| 27 | 1989年度 | テレビ部門     | 優秀賞                         | NHKスペシャル 「忘れられた女たち・中国残留婦人の昭和」（日本放送協会） |
| 27 | 1989年度 | テレビ部門     | 特別賞                         | NHKスペシャル「北極圏」（日本放送協会）の企画、取材スタッフ |
| 27 | 1989年度 | テレビ部門     | 個人賞                         | 久米宏：「ニュースステーション」（テレビ朝日）のキャスターとしての業績に対して |
| 27 | 1989年度 | ラジオ部門     | 大賞                           | 日曜スペシャル「アイヌモシリ〜静かなる大地をもとめて」（朝日放送） |
| 27 | 1989年度 | ラジオ部門     | 大賞                           | FMシアター 「カモメの駅から」（日本放送協会） |
| 27 | 1989年度 | ラジオ部門     | 個人賞                         | 阿部牧郎：「話のターミナル」（近畿放送）パーソナリティとして\| |
| 28 | 1990年度 | テレビ部門     | 大賞                           | 水曜スーパーキャスト 終戦特集「真相・消えた女たちの村」（全国朝日放送・日本映像記録センター） |
| 28 | 1990年度 | テレビ部門     | 優秀賞                         | 特別企画「いま全貌が明らかに没収された原爆フィルム」（テレビ東京・日本映画新社） |
| 28 | 1990年度 | テレビ部門     | 優秀賞                         | 時代劇特別企画「忠臣蔵」（東京放送） |
| 28 | 1990年度 | テレビ部門     | 優秀賞                         | NONFIX「しかし…福祉切り捨ての時代に」（フジテレビジョン・テレビマンユニオン） |
| 28 | 1990年度 | テレビ部門     | 特別賞                         | NHKスペシャル 「ベルリン美術館・もうひとつのドイツ統一」（日本放送協会・テレビマンユニオン） |
| 28 | 1990年度 | テレビ部門     | 個人賞                         | 大地康雄：ドラマスペシャル「ドラムカン」（NHK）、木曜ドラマ「東京湾ブルース」（テレビ朝日）の演技に対して |
| 28 | 1990年度 | ラジオ部門     | 大賞                           | RABラジオ特別番組ラジオドキュメント 「オドラデク道路劇場〜風のマントが行く」（青森放送） |
| 28 | 1990年度 | ラジオ部門     | 優秀賞                         | ラジオスペシャルドキュメンタリー 「絆〜みちよの青春」（札幌テレビ放送） |
| 28 | 1990年度 | ラジオ部門     | 優秀賞                         | FMシアター 「渇水」（日本放送協会名古屋放送局） |
| 29 | 1991年度 | テレビ部門     | 大賞                           | NHKスペシャル 「電子立国日本の自叙伝」(1)〜(6)（日本放送協会） |
| 29 | 1991年度 | テレビ部門     | 優秀賞                         | ドラマスペシャル「1970ぼくたちの青春」（フジテレビジョン） |
| 29 | 1991年度 | テレビ部門     | 優秀賞                         | 大追跡「新版はじめてのおつかいスペシャル」（日本テレビ放送網・フルハウス） |
| 29 | 1991年度 | テレビ部門     | 優秀賞                         | NNNドキュメント'91 「売られた楽園〜真珠湾攻撃・50年後のハワイ」（中京テレビ放送） |
| 29 | 1991年度 | テレビ部門     | 特別賞                         | 全国朝日放送：「ザ・スクープ」の意欲的な企画、制作に対して |
| 29 | 1991年度 | ラジオ部門     | 大賞                           | RABラジオ特集 「冤罪への証言〜弘前大学教授夫人殺人事件をふりかえる」（青森放送） |
| 29 | 1991年度 | ラジオ部門     | 優秀賞                         | スタジオTODAY・ホットに語ろう 「病院で死ぬということ」（ラジオ関西） |
| 29 | 1991年度 | ラジオ部門     | 個人賞                         | 笑福亭鶴瓶：「鶴瓶・青春のアンコール」（朝日放送）パーソナリティとして |
| 30 | 1992年度 | 記念賞         | ギャラクシー賞30周年記念賞     | 「NNNドキュメント」シリーズ（日本テレビ放送網） |
| 30 | 1992年度 | 記念賞         | ギャラクシー賞30周年記念賞     | 金曜ドラマ「岸辺のアルバム」（東京放送） |
| 30 | 1992年度 | 記念賞         | ギャラクシー賞30周年記念賞     | ニュースステーション（全国朝日放送・オフィス・トゥー・ワン） |
| 30 | 1992年度 | 記念賞         | ギャラクシー賞30周年記念賞     | 越中おわら風の盆〜高橋治原作「風の盆恋歌」より（日本放送協会名古屋放送局・富山放送局） |
| 30 | 1992年度 | 記念賞         | ギャラクシー賞30周年記念賞     | ハイビジョン「愛・LOVE」（関西テレビ放送・エイトプロダクション） |
| 30 | 1992年度 | 記念賞         | ギャラクシー賞30周年記念賞     | アイヌ語ラジオ講座「イランカラプテ」（札幌テレビ放送） |
| 30 | 1992年度 | 記念賞         | ギャラクシー賞30周年記念賞     | エフエムジャパン：J-WAVEの編成に対して |
| 30 | 1992年度 | 記念賞         | 小谷正一記念賞                 | 牛山純一（日本映像記録センター代表）：「老人と鷹」（日本テレビ）などのプロデューサーとしての業績を評価して |
| 30 | 1992年度 | テレビ部門     | 大賞                           | 秋のドラマスペシャル「裸の木」（関西テレビ放送） |
| 30 | 1992年度 | テレビ部門     | 優秀賞                         | ドラマスペシャル「北の国から'92巣立ち」（フジテレビジョン） |
| 30 | 1992年度 | テレビ部門     | 優秀賞                         | NHKスペシャル 「十月の悪夢〜1962年キューバ危機・戦慄の記録」（日本放送協会） |
| 30 | 1992年度 | テレビ部門     | 優秀賞                         | 緊急報道スペシャル「謎の40億円金屏風疑惑を追う!」（日本テレビ放送網） |
| 30 | 1992年度 | テレビ部門     | 特別賞                         | ドキュメンタリー人間劇場（テレビ東京） |
| 30 | 1992年度 | テレビ部門     | 個人賞                         | 筑紫哲也：「筑紫哲也ニュース23」（TBS）のメインキャスターとしての業績に対して |
| 30 | 1992年度 | ラジオ部門     | 大賞                           | ドラマスペシャル「アドルフに告ぐ」（東京放送） |
| 30 | 1992年度 | ラジオ部門     | 優秀賞                         | FMシアター 「DQ」（日本放送協会名古屋放送局） |
| 30 | 1992年度 | ラジオ部門     | 優秀賞                         | ドキュメンタリー「曽おばさんの海」（日本短波放送） |
| 30 | 1992年度 | ラジオ部門     | 個人賞                         | 小室等：「小室等東京昔の音」（文化放送）、「ソングス〜小室等と子どもたち」（ラジオたんぱ）のパーソナリティ |
| 31 | 1993年度 | テレビ部門     | 大賞                           | 正月ドラマ「雪」（日本放送協会） |
| 31 | 1993年度 | テレビ部門     | 優秀賞                         | 東海テレビ開局35周年記念「オオシカの村」（東海テレビ放送） |
| 31 | 1993年度 | テレビ部門     | 優秀賞                         | 松本清張一周忌特別企画「或る『小倉日記』伝」（東京放送） |
| 31 | 1993年度 | テレビ部門     | 優秀賞                         | NHKスペシャル 「地の底への精霊歌〜炭鉱に民話の生まれる時」（日本放送協会） |
| 31 | 1993年度 | テレビ部門     | 特別賞                         | 向田邦子新春ドラマシリーズ（東京放送・カノックス） |
| 31 | 1993年度 | テレビ部門     | 個人賞                         | 山本肇（日本放送協会）：NHKスペシャル「ドキュメント太平洋戦争」他のキャスター |
| 31 | 1993年度 | ラジオ部門     | 大賞                           | トランス・ワールド・ミュージック・ウェイズ 「泳ぐ楽園・東京版」（エフエム東京） |
| 31 | 1993年度 | ラジオ部門     | 優秀賞                         | むつろうのお助けラジオ 「空白の過去〜和歌山被爆者の48年」（和歌山放送） |
| 31 | 1993年度 | ラジオ部門     | 優秀賞                         | FMシアター 特集・少年ドラマ「夏の庭」（日本放送協会） |
| 31 | 1993年度 | ラジオ部門     | 優秀賞                         | ウルトラは海の彼方から 怪獣使いと少年（ニッポン放送） |
| 31 | 1993年度 | ラジオ部門     | DJ賞                           | 赤坂泰彦：「ミリオン・ナイツ」（エフエム東京）ほかの活躍 |
| 32 | 1994年度 | テレビ部門     | 大賞                           | 月曜ドラマスペシャル松本清張特別企画「父系の指」（東京放送） |
| 32 | 1994年度 | テレビ部門     | 優秀賞                         | 映像90 「夢追い人〜人生、出直しの夏」（毎日放送） |
| 32 | 1994年度 | テレビ部門     | 優秀賞                         | テレメンタリー'95 「緊急報告激震の街!〜8ミリVが見た直後の惨状」（朝日放送） |
| 32 | 1994年度 | テレビ部門     | 優秀賞                         | 戦後50周年ドキュメンタリー「村と戦争」（東海テレビ放送） |
| 32 | 1994年度 | テレビ部門     | 特別賞                         | BSスペシャル「もうひとつのヒーロー伝説 〜映像作家・佐藤輝の世界 美空ひばりから尾崎豊まで」（日本放送協会・ウォール・コーポレーション、NHKクリエイティブ、テルディレクターズファミリィ） |
| 32 | 1994年度 | テレビ部門     | 個人賞                         | 島田正吾：金曜時代劇「十時半睡事件帖」（NHK）の演技 |
| 32 | 1994年度 | ラジオ部門     | 大賞                           | ラジオアングル'94 「不知火海・昭和32年〜ラジオが伝えた“水俣病事件”」（日本放送協会熊本放送局） |
| 32 | 1994年度 | ラジオ部門     | 優秀賞                         | FMシアターオーディオドラマ特集・'94 「笑の大学」（日本放送協会） |
| 32 | 1994年度 | ラジオ部門     | 優秀賞                         | ラジオ図書館「サラエボ旅行案内」（東京放送） |
| 32 | 1994年度 | ラジオ部門     | 優秀賞                         | FRIDAY AMUSIC ISLANDS「STOP AIDS & ACT IN SPRING」（エフエムはちまるに） |
| 32 | 1994年度 | ラジオ部門     | DJ賞                           | 川村龍一：「おはよう川村龍一です」（毎日放送）パーソナリティとして |
| 33 | 1995年度 | テレビ部門     | 大賞                           | 金曜ドラマ「愛していると言ってくれ」（東京放送） |
| 33 | 1995年度 | テレビ部門     | 優秀賞                         | 日本の土に〜リデル、ライト両女史の生涯（テレビ熊本） |
| 33 | 1995年度 | テレビ部門     | 優秀賞                         | X'mas特別番組「手話でロックを聴かせて」（日本テレビ放送網） |
| 33 | 1995年度 | テレビ部門     | 優秀賞                         | NHKスペシャル 「阪神大震災(11)その死を無駄にしない〜調査報告・震災死6300人」（日本放送協会） |
| 33 | 1995年度 | テレビ部門     | 戦後50年特別賞                 | NHKスペシャル 「戦後50年・その時日本は」シリーズ（日本放送協会） |
| 33 | 1995年度 | テレビ部門     | 個人賞                         | 朱旭：土曜ドラマ「大地の子」（NHK）の演技 |
| 33 | 1995年度 | ラジオ部門     | 大賞                           | IBCラジオ広場 「沙織真っすぐに〜15歳の挑戦」（岩手放送） |
| 33 | 1995年度 | ラジオ部門     | 優秀賞                         | ラジオドラマ「深い河」（毎日放送） |
| 33 | 1995年度 | ラジオ部門     | 優秀賞                         | ニッポン放送スポーツスペシャル 野茂VS.ラモス 世界に翔くドリームトーク（ニッポン放送） |
| 33 | 1995年度 | ラジオ部門     | 優秀賞                         | きのくに探偵社〜番組は1本の電話から始まります（和歌山放送） |
| 33 | 1995年度 | ラジオ部門     | DJ賞                           | 中田美知子（エフエム北海道パーソナリティ） |
| 33 | 1995年度 | CM部門         | 大賞                           | 英会話スクールNOVA 「NOVAの日同僚篇」（サッソ・フィルムズ/ノヴァ/J・ウォルター・トンプソンジャパン） |
| 34 | 1996年度 | テレビ部門     | 大賞                           | NNNドキュメント'96 「列島検証破壊される海」（札幌テレビ放送・テレビ岩手・日本テレビ放送網・北日本放送・西日本放送・熊本県民テレビ） |
| 34 | 1996年度 | テレビ部門     | 優秀賞                         | ドキュメンタリー人間劇場 「のんきに暮らして…82年・たぐちさんの一日」（テレビ東京・テレコムスタッフ） |
| 34 | 1996年度 | テレビ部門     | 優秀賞                         | 特別企画3時間ドラマ「東京卒業」（東京放送） |
| 34 | 1996年度 | テレビ部門     | 優秀賞                         | NHKスペシャル 「汚染血液は海を渡った〜1万5千ページが語る薬害エイズ」（日本放送協会） |
| 34 | 1996年度 | テレビ部門     | 個人賞                         | 長富忠裕（日本テレビ放送網チーフプロデューサー）：「火曜サスペンス劇場」のプロデュース |
| 34 | 1996年度 | ラジオ部門     | 大賞                           | RKKラジオホール 「ご破算で願いましては〜緒方正人が語る水俣病40年」（熊本放送） |
| 34 | 1996年度 | ラジオ部門     | 優秀賞                         | YBCハッピーロード「最上川と私」（山形放送） |
| 34 | 1996年度 | ラジオ部門     | 優秀賞                         | ラジオファンタジー「ケンジ・地球ステイションへの旅」（日本放送協会） |
| 34 | 1996年度 | ラジオ部門     | 優秀賞                         | J-WAVE TRIAL 「あるラジオ・マンの軌跡」（エフエムジャパン・クレッシェンド・オフィス） |
| 34 | 1996年度 | ラジオ部門     | DJ賞                           | 小川もこ：「ヒルサイド・アヴェニュー」（JFN）パーソナリティ |
| 34 | 1996年度 | CM部門         | 大賞                           | 資生堂企業広告 「鳴門山上病院」（ACA/資生堂） |
| 35 | 1997年度 | 記念賞         | ギャラクシー賞35周年記念賞     | 琉球放送 |
| 35 | 1997年度 | 記念賞         | ギャラクシー賞35周年記念賞     | エフエムわぃわぃ |
| 35 | 1997年度 | 記念賞         | 城戸又一賞                     | 田原総一朗：「朝まで生テレビ!」「サンデープロジェクト」（テレビ朝日）等テレビジャーナリズムの追及に対して |
| 35 | 1997年度 | テレビ部門     | 大賞                           | NHKスペシャル 「家族の肖像〜激動を生きぬく」シリーズ（日本放送協会・NHKエンタープライズ21・ドキュメンタリージャパン） |
| 35 | 1997年度 | テレビ部門     | 優秀賞                         | 劇的紀行・深夜特急'97「西へ！ユーラシア編」（名古屋テレビ放送・カノックス） |
| 35 | 1997年度 | テレビ部門     | 優秀賞                         | ETV特集シリーズ「弁護士・中坊公平」（日本放送協会） |
| 35 | 1997年度 | テレビ部門     | 優秀賞                         | 元日特別企画「天城越え」（東京放送・霧企画） |
| 35 | 1997年度 | テレビ部門     | 個人賞                         | 大山勝美：森繁久彌ドラマスペシャル「おじいさんの台所」（テレビ東京）、BS日曜ドラマ「春燈」（NHK）などの演出 |
| 35 | 1997年度 | ラジオ部門     | 大賞                           | 伊奈かっぺいとおかしな仲間in弘前「まんずまんず物語〜為信のクリスマス」（青森放送） |
| 35 | 1997年度 | ラジオ部門     | 優秀賞                         | 97 RABラジオチャリティーミュージックソン生ラジオドラマ「OVER THE RAINBOW」（青森放送） |
| 35 | 1997年度 | ラジオ部門     | 優秀賞                         | 北の学び座〜稚内南中学校物語（札幌テレビ放送） |
| 35 | 1997年度 | ラジオ部門     | 優秀賞                         | 多田しげおのまるっと土曜日again ザ・特集「私はピアノ」（中部日本放送） |
| 35 | 1997年度 | ラジオ部門     | DJ賞                           | 伊奈かっぺい：「OVER THE RAINBOW」「まんずまんず物語」（青森放送）などのパーソナリティとして |
| 35 | 1997年度 | CM部門         | 大賞                           | 全国牛乳普及協会ミルクキャンペーン「給食待てない篇」（東北新社/全国牛乳普及協会/博報堂） |
| 36 | 1998年度 | テレビ部門     | 大賞                           | KNBスペシャル 「人生これおわら」（北日本放送） |
| 36 | 1998年度 | テレビ部門     | 優秀賞                         | NHKスペシャル 「原爆投下・10秒の衝撃」（日本放送協会広島放送局） |
| 36 | 1998年度 | テレビ部門     | 優秀賞                         | ドラマ 青い花火（日本放送協会・NHKエンタープライズ21） |
| 36 | 1998年度 | テレビ部門     | 優秀賞                         | NNNドキュメント'98 「クラウディアからの手紙」（日本海テレビジョン放送） |
| 36 | 1998年度 | テレビ部門     | 特別賞                         | 能村庸一（フジテレビジョン編成局専任局長）：フジテレビ時代劇の企画・プロデュース |
| 36 | 1998年度 | テレビ部門     | 個人賞                         | 余貴美子：火曜サスペンス劇場「冬の駅」（日本テレビ）、「兄弟」「はぐれ刑事純情派スペシャル」（テレビ朝日）などの演技 |
| 36 | 1998年度 | ラジオ部門     | 大賞                           | 選別される生命〜出生前診断が映しだす現実（エフエム中九州） |
| 36 | 1998年度 | ラジオ部門     | 優秀賞                         | 青春アドベンチャー「少年漂流伝」（日本放送協会） |
| 36 | 1998年度 | ラジオ部門     | 優秀賞                         | 早川一光のばんざい人間（京都放送） |
| 36 | 1998年度 | ラジオ部門     | 優秀賞                         | 吹雪け！津軽ブリザード〜地吹雪ツアーに賭ける男・角田周（エフエム青森） |
| 36 | 1998年度 | ラジオ部門     | DJ賞                           | 小島慶子（東京放送アナウンサー）：「アクセス」（TBSラジオ）ナビゲーターとして |
| 36 | 1998年度 | CM部門         | 大賞                           | 日立製作所テープナビ 「整理整頓OL篇」（葵プロモーション/日立製作所/博報堂） |
| 37 | 1999年度 | テレビ部門     | 大賞                           | サスペンススペシャル「刑事たちの夏」（読売テレビ放送） |
| 37 | 1999年度 | テレビ部門     | 優秀賞                         | えんがわ（中部日本放送） |
| 37 | 1999年度 | テレビ部門     | 優秀賞                         | 平成助産婦革命〜赤ちゃん誕生の最前線で（福島テレビ） |
| 37 | 1999年度 | テレビ部門     | 優秀賞                         | SBCスペシャル 「さまようゴミ〜ある不法投棄からの検証」（信越放送） |
| 37 | 1999年度 | テレビ部門     | 特別賞                         | 「世界遺産」（TBS）カメラスタッフ |
| 37 | 1999年度 | テレビ部門     | 個人賞                         | 中谷美紀：金曜ドラマ「ケイゾク」（TBS）、衛星ドラマ劇場「ゲームの達人」（NHK）、「女医」（読売テレビ）など、この1年の演技に対して |
| 37 | 1999年度 | ラジオ部門     | 大賞                           | HBCラジオドキュメント「Dr.キリコの遺言」（北海道放送） |
| 37 | 1999年度 | ラジオ部門     | 優秀賞                         | FMシアター 「スモーキング・タイム〜煙の行方」（日本放送協会名古屋放送局） |
| 37 | 1999年度 | ラジオ部門     | 優秀賞                         | J-WAVE TRIAL 「ベーカー街のコンチェルト」（エフエムジャパン、クレッシェンド・オフィス、テレコム・サウンズ） |
| 37 | 1999年度 | ラジオ部門     | 優秀賞                         | やまだひさしのラジアンリミテッド「Y2K対策チームにリスペクト！裏方isビューティフル！ガッツリ影ながらいいことしたんだぞ」（エフエム東京） |
| 37 | 1999年度 | ラジオ部門     | DJ賞                           | やまだひさし：「やまだひさしのラジアンリミテッド」（エフエム東京）パーソナリティとして |
| 37 | 1999年度 | CM部門         | 大賞                           | NTT-ME企業広告 「Mr.Garland篇」（モーニング/NTT-ME/電通） |
| 38 | 2000年度 | テレビ部門     | 大賞                           | BSドラマアベニュー「トトの世界〜最後の野生児」（日本放送協会・NHKエンタープライズ21） |
| 38 | 2000年度 | テレビ部門     | 優秀賞                         | 密着!!アクアマリンふくしま誕生物語（テレビユー福島） |
| 38 | 2000年度 | テレビ部門     | 優秀賞                         | 報道特集「大国の経済制裁 ウミガメ保護に潜む思惑」（東京放送・ジン・ネット） |
| 38 | 2000年度 | テレビ部門     | 優秀賞                         | ザ!鉄腕!DASH!!（日本テレビ放送網・IVSテレビ制作・日企） |
| 38 | 2000年度 | テレビ部門     | 特別賞                         | 美の巨人たち（テレビ東京・日経映像） |
| 38 | 2000年度 | テレビ部門     | 個人賞                         | 若村麻由美：時代劇ロマン「柳橋慕情」（NHK）の演技に対して |
| 38 | 2000年度 | ラジオ部門     | 大賞                           | フリーステーション ドキュメント「何があってもいいよネ 或るグループホームの挑戦」（文化放送） |
| 38 | 2000年度 | ラジオ部門     | 優秀賞                         | コンビニラジオ相本商店いらっしゃいませ〜相本商店100万人アンケート「北陸新幹線いる?いらない?」（北日本放送） |
| 38 | 2000年度 | ラジオ部門     | 優秀賞                         | K'sトランスミッション「検証！中津川フォークジャンボリー」（FM NACK5） |
| 38 | 2000年度 | ラジオ部門     | 優秀賞                         | 特集オーディオドラマ「ラヂオ」（日本放送協会） |
| 38 | 2000年度 | ラジオ部門     | DJ賞                           | SHINGO：「SHINGO'S RADIO SHOW花鳥風月」（Kiss-FM KOBE）パーソナリティ |
| 38 | 2000年度 | CM部門         | 大賞                           | ジョージア明日があるさ 「登場篇」（電通テック、マザース/日本コカ・コーラ/ビーコンコミュニケーションズ） |
| 39 | 2001年度 | テレビ部門     | 大賞                           | TOYD（WOWOW・プログレッシブピクチャーズ、フジクリエイティブコーポレーション） |
| 39 | 2001年度 | テレビ部門     | 優秀賞                         | NHKスペシャル 「被曝治療83日間の記録〜東海村臨界事故」（日本放送協会） |
| 39 | 2001年度 | テレビ部門     | 優秀賞                         | HBCドキュメント「外国人お断り〜平成浮世風呂の湯加減」（北海道放送） |
| 39 | 2001年度 | テレビ部門     | 優秀賞                         | 月曜ミステリー劇場「弁護士迫まり子の遺言作成ファイル④再会」（東京放送・PDS） |
| 39 | 2001年度 | テレビ部門     | 特別賞                         | 素敵な宇宙船地球号（全国朝日放送） |
| 39 | 2001年度 | テレビ部門     | 個人賞                         | 阿部寛：「できちゃった結婚」「アンティーク 〜西洋骨董洋菓子店〜」（フジテレビ）、金曜時代劇「五瓣の椿」（NHK）などの演技に対して |
| 39 | 2001年度 | ラジオ部門     | 大賞                           | サンデースペシャルラジオドキュメンタリー「いつか、旅立つ日へ」（毎日放送） |
| 39 | 2001年度 | ラジオ部門     | 優秀賞                         | J-POPスクール〜イムジン河2001（FM NACK5） |
| 39 | 2001年度 | ラジオ部門     | 優秀賞                         | 野村邦丸の気分はZUNZUN!スペシャル 「政党党首焼き鳥談議」（文化放送） |
| 39 | 2001年度 | ラジオ部門     | 優秀賞                         | CBCラジオドラマ「さびたとびら」（中部日本放送） |
| 39 | 2001年度 | ラジオ部門     | DJ賞                           | 鏡田辰也（ラジオ福島アナウンサー）「かっとびワイドほらでたカガちゃん」（ラジオ福島）パーソナリティ |
| 39 | 2001年度 | CM部門         | 大賞                           | 三越サマーセール 「試着室篇」（アプト・クリエーション/福岡三越/電通九州） |
| 40 | 2002年度 | 記念賞         | 放送批評懇談会創立40周年記念賞 | 「ドラマのTBS」 |
| 40 | 2002年度 | 記念賞         | 岩田糸子賞                     | 黒柳徹子 |
| 40 | 2002年度 | テレビ部門     | 大賞                           | ETV2003 「アウシュヴィッツ証言者はなぜ自殺したか」（日本放送協会・NHKエンタープライズ21） |
| 40 | 2002年度 | テレビ部門     | 優秀賞                         | 通りすぎた17年〜空港拡張の悲哀（福井テレビジョン放送） |
| 40 | 2002年度 | テレビ部門     | 優秀賞                         | クマガイ草〜小さな村の小さな奇跡の物語（南海放送） |
| 40 | 2002年度 | テレビ部門     | 優秀賞                         | 水俣病 空白の病像（熊本放送） |
| 40 | 2002年度 | テレビ部門     | 特別賞                         | 映像'02／'03（毎日放送） |
| 40 | 2002年度 | テレビ部門     | 個人賞                         | 鈴木京香：月曜ドラマシリーズ「緋色の記憶」（NHK）の演技 |
| 40 | 2002年度 | ラジオ部門     | 大賞                           | 情報ラヂオ・スパイス!（毎日放送） |
| 40 | 2002年度 | ラジオ部門     | 優秀賞                         | 82歳、タミ子さんの奮闘記（南日本放送） |
| 40 | 2002年度 | ラジオ部門     | 優秀賞                         | 拝、ボーズ!!（エフエムくらしき） |
| 40 | 2002年度 | ラジオ部門     | 優秀賞                         | ドラマの風「海よ、空よ、風よ」（毎日放送） |
| 40 | 2002年度 | ラジオ部門     | ラジオ番組制作者賞             | 「ドラマの風」（毎日放送）制作チーム |
| 40 | 2002年度 | ラジオ部門     | DJ賞                           | 伊集院光「伊集院光 日曜日の秘密基地」（TBSラジオ）パーソナリティ |
| 40 | 2002年度 | CM部門         | 大賞                           | トヨタ自動車 カローラフィールダー 「小野伸二篇」（ピクト、フロンテッジ/トヨタ自動車/電通） |
| 40 | 2002年度 | CM部門         | 優秀賞                         | アスミック・エースエンタテインメント企業広告 「映画館で会いましょう篇」（ニッポンムービー大阪、朝日放送/アスミック・エースエンタテインメント） |
| 40 | 2002年度 | CM部門         | 優秀賞                         | 毎日新聞社企業広告 「その会社」（葵プロモーション/毎日新聞社/電通） |
| 40 | 2002年度 | 報道活動部門   | 大賞                           | 報道キャンペーン「NO MORE！医療事故」（中部日本放送） |
| 40 | 2002年度 | 報道活動部門   | 優秀賞                         | 北朝鮮難民問題に光を当てる一連の報道 石丸次郎（アジアプレス・インターナショナル） |
| 41 | 2003年度 | テレビ部門     | 大賞                           | とうちゃんはエジソン（東海テレビ放送） |
| 41 | 2003年度 | テレビ部門     | 優秀賞                         | 小さな町の大きな挑戦〜ダイオキシンと向き合った川辺町の6年（南日本放送） |
| 41 | 2003年度 | テレビ部門     | 優秀賞                         | すいか（日本テレビ放送網） |
| 41 | 2003年度 | テレビ部門     | 優秀賞                         | 奥能登 女たちの海（石川テレビ放送） |
| 41 | 2003年度 | テレビ部門     | 特別賞                         | NHKスペシャル「こども 輝けいのち」シリーズ（日本放送協会） |
| 41 | 2003年度 | テレビ部門     | 個人賞                         | 竹野内豊 サスペンス特別企画①「タイムリミット」金曜ドラマ「ヤンキー母校に帰る」（TBS）、開局45周年記念ドラマ「流転の王妃・最後の皇弟」（テレビ朝日）の演技 |
| 41 | 2003年度 | ラジオ部門     | 大賞                           | 王様ラジオキッズ（ラジオ関西） |
| 41 | 2003年度 | ラジオ部門     | 優秀賞                         | 青春アドベンチャー「光の島」（日本放送協会） |
| 41 | 2003年度 | ラジオ部門     | 優秀賞                         | SBSラジオスペシャル 「下田奉行が聞いた草競馬〜ペリー下田来航150年 近代洋楽事始め」（静岡放送） |
| 41 | 2003年度 | ラジオ部門     | 優秀賞                         | 死のうなんて思ってないよ 先天性心臓病と向きあう子ども達（RKB毎日放送） |
| 41 | 2003年度 | ラジオ部門     | DJ賞                           | うえやなぎまさひこ：「うえやなぎまさひこのサプライズ!」（ニッポン放送）パーソナリティとして |
| 41 | 2003年度 | CM部門         | 大賞                           | ハウステンボス サマーカーニバル2003「作文篇」（アプト・クリエーション/ハウステンボス/電通九州） |
| 41 | 2003年度 | CM部門         | 優秀賞                         | コクヨのヨコク 「ケシピヨ」（ハット/コクヨ/電通） |
| 41 | 2003年度 | CM部門         | 優秀賞                         | Let's JINRO 「見上げる男篇」（葵プロモーション/眞露ジャパン/博報堂、博報堂インプログレス） |
| 41 | 2003年度 | 報道活動部門   | 大賞                           | ザ・スクープスペシャル 「告発!警察の裏金疑惑」第1弾、第2弾（テレビ朝日） |
| 41 | 2003年度 | 報道活動部門   | 優秀賞                         | イラク戦争報道〜空爆下のバグダッドから「戦後」まで（アジアプレス・インターナショナル） |
| 41 | 2003年度 | 報道活動部門   | 優秀賞                         | シリーズ「手話が語る福祉」（岡山放送） |
| 42 | 2004年度 | テレビ部門     | 大賞                           | 笑ってコラえて! 文化祭「吹奏楽の旅」完結編 一音入魂スペシャル（日本テレビ放送網） |
| 42 | 2004年度 | テレビ部門     | 優秀賞                         | NNNドキュメント'04 「見過ごされたシグナル〜検証・高速道路トラック事故」（中京テレビ放送） |
| 42 | 2004年度 | テレビ部門     | 優秀賞                         | くもりときどき、晴れ〜今治大浜・小さなご近所物語（南海放送） |
| 42 | 2004年度 | テレビ部門     | 優秀賞                         | 開局40周年記念 市原悦子ドラマスペシャル「黄落、その後」（テレビ東京・アルテビーバ） |
| 42 | 2004年度 | テレビ部門     | 特別賞                         | ワールドビジネスサテライト（テレビ東京） |
| 42 | 2004年度 | テレビ部門     | 個人賞                         | 和久井映見：プレミアムステージ特別企画「9.11」（フジテレビ）、金曜時代劇「最後の忠臣蔵」金曜時代劇「華岡青洲の妻」（NHK）の演技 |
| 42 | 2004年度 | ラジオ部門     | 大賞                           | ラジオドキュメンタリー 「もうひとつの涙そうそう」（エフエム沖縄） |
| 42 | 2004年度 | ラジオ部門     | 優秀賞                         | 安藤豊オトナの学校（RKB毎日放送） |
| 42 | 2004年度 | ラジオ部門     | 優秀賞                         | ラジオドキュメンタリー 「語り継ぐ歌声」（毎日放送） |
| 42 | 2004年度 | ラジオ部門     | 優秀賞                         | FMシアター 「福岡天神モノ語り」（日本放送協会） |
| 42 | 2004年度 | ラジオ部門     | DJ賞                           | ジョン・カビラ：「J-WAVE GOOD MORNING TOKYO」（J-WAVE）パーソナリティとして |
| 42 | 2004年度 | CM部門         | 大賞                           | タワーレコード 企業 シリーズ「神社篇」「牛丼篇」「タクシー篇」（東北新社/タワーレコード/電通） |
| 42 | 2004年度 | CM部門         | 優秀賞                         | クボタ 企業「社会の底力」（21インコーポレーション/クボタ/大広 |
| 42 | 2004年度 | CM部門         | 優秀賞                         | 東京海上日動火災保険 企業「過剰な想像篇」（東北新社/東京海上日動火災保険/シンガタ） |
| 42 | 2004年度 | 報道活動部門   | 大賞                           | 報道特捜プロジェクト「許せない!年金資金のムダ遣いを徹底追及」（日本テレビ放送網） |
| 42 | 2004年度 | 報道活動部門   | 優秀賞                         | 介護保険制度ご存知ですか? 青森県内における高齢者虐待をめぐる実態調査（青森放送） |
| 42 | 2004年度 | 報道活動部門   | 優秀賞                         | ステーションQ 「動かぬ基地」（琉球朝日放送） |
| 42 | 2004年度 | 報道活動部門   | 特別賞                         | FMながおか・エフエム雪国：コミュニティFMによる新潟県中越地震の一連の報道活動に対して |
| 43 | 2005年度 | テレビ部門     | 大賞                           | 金曜ドラマ「タイガー&ドラゴン」（TBSテレビ） |
| 43 | 2005年度 | テレビ部門     | 優秀賞                         | 祖父の国 父の国〜祖国を訴えた日本人移民（山口放送） |
| 43 | 2005年度 | テレビ部門     | 優秀賞                         | ドラマ「クライマーズ・ハイ」（日本放送協会） |
| 43 | 2005年度 | テレビ部門     | 優秀賞                         | ドキュメンタリー 重い扉〜名張毒ぶどう酒事件の45年（東海テレビ放送） |
| 43 | 2005年度 | テレビ部門     | 特別賞                         | あの日 昭和20年の記憶（日本放送協会・NHKエデュケーショナル・東京ビデオセンター） |
| 43 | 2005年度 | テレビ部門     | 個人賞                         | 天海祐希：「離婚弁護士II〜ハンサムウーマン〜」（フジテレビ）、「女王の教室」（日本テレビ）、「越路吹雪・愛の生涯」「キッチン・ウォーズ」（フジテレビ）の演技 |
| 43 | 2005年度 | ラジオ部門     | 大賞                           | 伊集院光 日曜日の秘密基地〜どこの誰かは知らないけれど、話してみたらスゲー人スペシャル（TBSラジオ＆コミュニケーションズ） |
| 43 | 2005年度 | ラジオ部門     | 優秀賞                         | ラジオ一人芝居〜最後の初年兵（エフエム福岡） |
| 43 | 2005年度 | ラジオ部門     | 優秀賞                         | 僕たちの高田渡（ニッポン放送・東京エンターテイメント） |
| 43 | 2005年度 | ラジオ部門     | 優秀賞                         | 燈燈無尽 ヒロシマを伝えたい（中国放送） |
| 43 | 2005年度 | ラジオ部門     | DJ賞                           | 水野晶子 「はやみみラジオ!水野晶子です」（毎日放送）パーソナリティとして |
| 43 | 2005年度 | CM部門         | 大賞                           | 公共広告機構 エイズ予防「見えない連鎖篇」（シースリーフィルム/公共広告機構/大広） |
| 43 | 2005年度 | CM部門         | 優秀賞                         | アシックス TIGER CORSAIR（シリーズ2本）「SUMO」「MAIKO」（葵プロモーション、アンクル/アシックス/ビーコンコミュニケーションズ） |
| 43 | 2005年度 | CM部門         | 優秀賞                         | 井筒屋「本気の大創業祭篇」（スタジオ56/井筒屋/電通九州） |
| 43 | 2005年度 | 報道活動部門   | 大賞                           | 戦後60年「明日への伝言〜平和のための鹿児島（ふるさと）戦争展」の開催と特別番組（南日本放送） |
| 43 | 2005年度 | 報道活動部門   | 優秀賞                         | NNNドキュメント'06 「ニッポン貧困社会」などシリーズ“日本の底辺”（日本テレビ放送網） |
| 43 | 2005年度 | 報道活動部門   | 優秀賞                         | 闇の正体!大阪市の役人天国を暴く（毎日放送） |
| 44 | 2006年度 | テレビ部門     | 大賞                           | NHKスペシャル 「ワーキングプア〜働いても働いても豊かになれない」（日本放送協会） |
| 44 | 2006年度 | テレビ部門     | 優秀賞                         | 断罪の核心〜元裁判長が語る水俣病事件（テレビ熊本） |
| 44 | 2006年度 | テレビ部門     | 優秀賞                         | BS特集 民衆が語る中国・激動の時代〜文化大革命を乗り越えて（日本放送協会・NHKエンタープライズ・テムジン） |
| 44 | 2006年度 | テレビ部門     | 優秀賞                         | 土曜ドラマ「ハゲタカ」（日本放送協会） |
| 44 | 2006年度 | テレビ部門     | 特別賞                         | 「Dr.コトー診療所」シリーズ（フジテレビ） 制作チーム |
| 44 | 2006年度 | テレビ部門     | 個人賞                         | 篠原涼子：「アンフェア the special コード・ブレーキング—暗号解読」（関西テレビ）「花嫁は厄年ッ!」（TBS）「ハケンの品格」（日本テレビ）の演技 |
| 44 | 2006年度 | ラジオ部門     | 大賞                           | 特集1179「談合・その根深さを探る」（毎日放送） |
| 44 | 2006年度 | ラジオ部門     | 優秀賞                         | 報道スペシャル 「夢叶う日まで〜割りばし事故は問いかける」（ニッポン放送） |
| 44 | 2006年度 | ラジオ部門     | 優秀賞                         | YBSラジオスペシャル 「沈黙のラジオ〜聞こえてくる“間”のチカラ」（山梨放送） |
| 44 | 2006年度 | ラジオ部門     | 優秀賞                         | ストリーム（TBSラジオ&コミュニケーションズ） |
| 44 | 2006年度 | ラジオ部門     | DJ賞                           | 久米宏 「久米宏 ラジオなんですけど」（TBSラジオ）パーソナリティとしての業績に |
| 44 | 2006年度 | CM部門         | 大賞                           | 福岡ソフトバンクホークス コーチな人々（シリーズ3本）「松中篇」「新垣篇」「川崎篇」ビデオステーション・キュー/福岡ソフトバンクホークスマーケティング/アサツー ディ・ケイ九州支社 |
| 44 | 2006年度 | CM部門         | 優秀賞                         | 日本民間放送連盟 CMのCMキャンペーン「CMって何?」（葵プロモーション/日本民間放送連盟/電通） |
| 44 | 2006年度 | CM部門         | 優秀賞                         | 福岡市・福岡市教育委員会 人権尊重週間・インターネットによる人権侵害「黒板篇」（電通テック、ビデオステーション・キュー、ハット/福岡市、福岡市教育委員会/電通九州） |
| 44 | 2006年度 | 報道活動部門   | 大賞                           | 志布志事件をめぐる一連の報道（鹿児島読売テレビ） |
| 44 | 2006年度 | 報道活動部門   | 優秀賞                         | スーパーJチャンネルながさき チャイルド21 特集 年間テーマ「食育」（長崎文化放送） |
| 44 | 2006年度 | 報道活動部門   | 優秀賞                         | 「検証・同和行政」キャンペーン（毎日放送） |
| 45 | 2007年度 | 記念賞         | ギャラクシー賞45周年記念賞     | 永六輔 |
| 45 | 2007年度 | テレビ部門     | 大賞                           | 裁判長のお弁当（東海テレビ放送） |
| 45 | 2007年度 | テレビ部門     | 優秀賞                         | NHKスペシャル 「鬼太郎が見た玉砕〜水木しげるの戦争」（日本放送協会） |
| 45 | 2007年度 | テレビ部門     | 優秀賞                         | 映像'07 「夫はなぜ死んだのか〜過労死認定の厚い壁」（毎日放送） |
| 45 | 2007年度 | テレビ部門     | 優秀賞                         | 揺さぶられる歴史〜教科書検定をめぐって（琉球放送） |
| 45 | 2007年度 | テレビ部門     | 特別賞                         | くらしき百景 最終集（倉敷ケーブルテレビ） |
| 45 | 2007年度 | テレビ部門     | 個人賞                         | 宮﨑あおい：大河ドラマ「篤姫」（NHK）の演技 |
| 45 | 2007年度 | ラジオ部門     | 大賞                           | 文化系トークラジオ Life（TBSラジオ&コミュニケーションズ） |
| 45 | 2007年度 | ラジオ部門     | 優秀賞                         | がん難民の戦い〜まだ救える命のために（中国放送） |
| 45 | 2007年度 | ラジオ部門     | 優秀賞                         | ラジオ生ドラマ「火焔太鼓」（文化放送） |
| 45 | 2007年度 | ラジオ部門     | 優秀賞                         | マンデースペシャル ラジオドキュメンタリー 「おれは闘う老人（じじい）となる〜93歳元兵士の証言」（毎日放送） |
| 45 | 2007年度 | ラジオ部門     | DJ賞                           | 青山高治（中国放送アナウンサー）：「秘密の音園」パーソナリティとして |
| 45 | 2007年度 | CM部門         | 大賞                           | ピースヒロシマ実行委員会 Peace Hiroshima「ノーモア」（東北新社/ピースヒロシマ実行委員会/J.ウォルター・トンプソンジャパン） |
| 45 | 2007年度 | CM部門         | 優秀賞                         | 湖池屋 マヨポテト／うすしお（シリーズ4本）「コイケ先生、励ます」「コイケ先生、歌う」「コイケ先生、採点」「コイケ先生、キャンプ」（東北新社/湖池屋/DRIVE、SCREW、TUGBOAT） |
| 45 | 2007年度 | CM部門         | 優秀賞                         | 富士フイルム 企業（シリーズ3本）「胃篇」「乳がん篇」「月篇」（ビスポークフィルム/富士フイルム/電通、TUGBOAT） |
| 45 | 2007年度 | 報道活動部門   | 大賞                           | STVニュース「北海道・ニセコ町の果実酒問題」をめぐる一連の報道（札幌テレビ放送） |
| 45 | 2007年度 | 報道活動部門   | 優秀賞                         | 地域回復をめざす報道活動 人情物語 向こう三軒両どなり（テレビ金沢） |
| 45 | 2007年度 | 報道活動部門   | 優秀賞                         | 国の実態調査を実現させた「ネットカフェ難民」キャンペーン報道（日本テレビ放送網） |
| 46 | 2008年度 | テレビ部門     | 大賞                           | ハイビジョン特集 「“認罪”〜中国 撫順戦犯管理所の6年」（日本放送協会・NHKエンタープライズ・テムジン） |
| 46 | 2008年度 | テレビ部門     | 優秀賞                         | 光と影〜光市母子殺害事件 弁護団の300日（東海テレビ放送） |
| 46 | 2008年度 | テレビ部門     | 優秀賞                         | 映像'08 「彼女は嘘をついたのか」（毎日放送） |
| 46 | 2008年度 | テレビ部門     | 優秀賞                         | 特集ドラマ「お買い物」（日本放送協会） |
| 46 | 2008年度 | テレビ部門     | 特別賞                         | 中村敏夫：開局50周年記念ドラマ「風のガーデン」「ありふれた奇跡」（フジテレビ）プロデューサー |
| 46 | 2008年度 | テレビ部門     | 個人賞                         | 二宮和也：金曜ドラマ「流星の絆」（TBS）、感動ドラマ特別企画「DOOR TO DOOR」（TBS）の演技 |
| 46 | 2008年度 | ラジオ部門     | 大賞                           | ラジオドラマ「聞こえない声〜有罪と無罪」（エフエム福岡） |
| 46 | 2008年度 | ラジオ部門     | 優秀賞                         | かでかるさとしの「チムどんぱあく」（琉球放送） |
| 46 | 2008年度 | ラジオ部門     | 優秀賞                         | ABSラジオスペシャル 「熊谷先生の平和の鐘」（秋田放送） |
| 46 | 2008年度 | ラジオ部門     | 優秀賞                         | 上柳昌彦 土曜日のうなぎ（ニッポン放送） |
| 46 | 2008年度 | ラジオ部門     | DJ賞                           | 宇多丸 「ライムスター宇多丸のウィークエンド・シャッフル」（TBSラジオ＆コミュニケーションズ）パーソナリティとして |
| 46 | 2008年度 | CM部門         | 大賞                           | 読売新聞 企業 駅伝・お正月家族（シリーズ7本）「予告篇」「海外旅行篇」「セキュリティー篇」「映画篇」「ガム篇」「あたたかい家篇」「お弁当篇」（ギークピクチュアズ/読売新聞/シンガタ、電通） |
| 46 | 2008年度 | CM部門         | 優秀賞                         | 江崎グリコ OTONA GLICO アーモンドプレミオ バンホーテンディアカカオ（シリーズ3本）「再会篇」「テスト篇」「仕事&屋台（ライバル）篇」（東北新社/江崎グリコ/シンガタ、電通関西支社） |
| 46 | 2008年度 | CM部門         | 優秀賞                         | 北島 丸芳露（シリーズ4本）佐賀の空の下で、逢いましょう。第1話「であい篇」第2話「失恋篇」第3話「奪われた恋篇」第4話「親友篇」（ティーアンドイー/北島/電通九州） |
| 46 | 2008年度 | 報道活動部門   | 大賞                           | 利用者自身が植えて維持管理「鳥取方式」による校庭芝生化普及キャンペーン（日本海テレビジョン放送） |
| 46 | 2008年度 | 報道活動部門   | 優秀賞                         | 消費者不在〜幻の魚 クエ偽装（朝日放送） |
| 46 | 2008年度 | 報道活動部門   | 優秀賞                         | STVニュース シリーズ「そこにある地球温暖化」（札幌テレビ放送） |
| 47 | 2009年度 | テレビ部門     | 大賞                           | ETV特集 「死刑囚 永山則夫〜獄中28年間の対話」（日本放送協会） |
| 47 | 2009年度 | テレビ部門     | 優秀賞                         | HTBスペシャルドラマ 「ミエルヒ」（北海道テレビ放送） |
| 47 | 2009年度 | テレビ部門     | 優秀賞                         | 日曜劇場「JIN-仁-」（TBSテレビ） |
| 47 | 2009年度 | テレビ部門     | 優秀賞                         | カミングアウトバラエティ!! 秘密のケンミンSHOW 「2010年今年もよろしく友愛スペシャル」（読売テレビ放送・ハウフルス） |
| 47 | 2009年度 | テレビ部門     | 特別賞                         | ETV特集 「シリーズ 日本と朝鮮半島2000年」（日本放送協会） |
| 47 | 2009年度 | テレビ部門     | 個人賞                         | 笑福亭鶴瓶：「A-Studio」（TBS）、「きらきらアフロ」（テレビ大阪）、「鶴瓶のスジナシ!」（中部日本放送）、「鶴瓶の家族に乾杯」（NHK）の出演 |
| 47 | 2009年度 | ラジオ部門     | 大賞                           | 〜JK RADIO〜TOKYO UNITED（J-WAVE） |
| 47 | 2009年度 | ラジオ部門     | 優秀賞                         | 上泉雄一のええなぁ!（毎日放送） |
| 47 | 2009年度 | ラジオ部門     | 優秀賞                         | 伊勢湾台風50年〜あの日が教えてくれること（中部日本放送） |
| 47 | 2009年度 | ラジオ部門     | 優秀賞                         | FMシアター 「心にナイフをしのばせて」（日本放送協会） |
| 47 | 2009年度 | ラジオ部門     | DJ賞                           | やのひろみ 「PALPALワイド 本気?ラジ!」（南海放送）パーソナリティとして |
| 47 | 2009年度 | CM部門         | 大賞                           | 郵便事業 平成22年用年賀はがき（シリーズ5本）「気づく（小栗さん・榮倉さん・寺尾さん）」「贈る（小栗さん）」「受け取る（小栗さん）」（東北新社/郵便事業/電通） |
| 47 | 2009年度 | CM部門         | 優秀賞                         | RKB毎日放送 RKBラジオ （シリーズ6本）「夫婦篇」（パイロン/RKB毎日放送/電通九州） |
| 47 | 2009年度 | CM部門         | 優秀賞                         | 資生堂 UNO フォグバー（シリーズ4本）「平成遣欧使節団篇」「テニス篇」「4人で歩いている時篇」「タクシー篇」（スプーン/資生堂/シンガタ、電通、トレードマーク） |
| 47 | 2009年度 | 報道活動部門   | 大賞                           | ナマ・イキVOICE〜オンナたちの小さな挑戦・20年（鹿児島テレビ放送） |
| 47 | 2009年度 | 報道活動部門   | 優秀賞                         | NEWSゆう+「追及!終わらない年金問題」（朝日放送） |
| 47 | 2009年度 | 報道活動部門   | 優秀賞                         | 聴覚障害偽装事件における一連の報道（札幌テレビ放送） |
| 48 | 2010年度 | テレビ部門     | 大賞                           | NNNドキュメント'11 「夢は刈られて 大潟村・モデル農村の40年」（秋田放送） |
| 48 | 2010年度 | テレビ部門     | 優秀賞                         | ダーウィンが来た! 〜生きもの新伝説〜 「アリューシャン クジラと海鳥 世界一の大集結」（日本放送協会・NHKエンタープライズ） |
| 48 | 2010年度 | テレビ部門     | 優秀賞                         | Q10（日本テレビ放送網・トータルメディアコミュニケーション） |
| 48 | 2010年度 | テレビ部門     | 優秀賞                         | ETV特集 「枯葉剤の傷痕を見つめて〜アメリカ・ベトナム次世代からの問いかけ」（日本放送協会・NHKエデュケーショナル） |
| 48 | 2010年度 | テレビ部門     | 特別賞                         | 相棒（テレビ朝日・東映） |
| 48 | 2010年度 | テレビ部門     | 個人賞                         | 福山雅治：大河ドラマ「龍馬伝」（NHK）、NHKスペシャル「ホット・スポット 最後の楽園」（NHK）の出演 |
| 48 | 2010年度 | ラジオ部門     | 大賞                           | 開局60周年記念ドキュメンタリー 「インターが聴こえない〜白鳥事件60年目の真実」（北海道放送） |
| 48 | 2010年度 | ラジオ部門     | 優秀賞                         | FMシアター 「薔薇のある家」（日本放送協会） |
| 48 | 2010年度 | ラジオ部門     | 優秀賞                         | ニッポン放送ホリデースペシャル 「ラストイニング 全国高校野球 県予選決勝 聖母学苑対彩珠学院」（ニッポン放送） |
| 48 | 2010年度 | ラジオ部門     | 優秀賞                         | ゴールデンアワー第一部 第二部（エフエム沖縄） |
| 48 | 2010年度 | ラジオ部門     | DJ賞                           | ピストン西沢 「GROOVE LINE Z」（J-WAVE）パーソナリティとして |
| 48 | 2010年度 | CM部門         | 大賞                           | ソフトバンクモバイル 企業 白戸家（シリーズ8本）「出馬依頼」「墓参り」「選挙カー」「街頭演説」「優勢」「当確」「当確インタビュー」「後日談」（ギークピクチュアズ/ソフトバンクモバイル/シンガタ、電通） |
| 48 | 2010年度 | CM部門         | 優秀賞                         | 九州旅客鉄道 九州新幹線全線開業「祝! 九州縦断ウェーブ 特別篇」（ティーアンドイー、エンジンフイルム/九州旅客鉄道/電通九州、電通） |
| 48 | 2010年度 | CM部門         | 優秀賞                         | 東京ガス 企業「家族の絆・お弁当メール」（ホリプロ/東京ガス/電通） |
| 48 | 2010年度 | 報道活動部門   | 大賞                           | 「がん患者、お金との闘い」2007年〜2011年 一連の報道（札幌テレビ放送） |
| 48 | 2010年度 | 報道活動部門   | 優秀賞                         | 口蹄疫発生から終息宣言までの一連報道（宮崎放送） |
| 48 | 2010年度 | 報道活動部門   | 優秀賞                         | ステーションQ 年間企画「オキナワ1945 島は戦場だった」（琉球朝日放送） |
| 49 | 2011年度 | テレビ部門     | 大賞                           | 連続テレビ小説「カーネーション」（日本放送協会） |
| 49 | 2011年度 | テレビ部門     | 優秀賞                         | 鈴木先生（テレビ東京・「鈴木先生」製作委員会） |
| 49 | 2011年度 | テレビ部門     | 優秀賞                         | ハイビジョン特集 「しあわせのカタチ〜脚本家・木皿泉 創作の“世界”」（日本放送協会・NHKエンタープライズ、スローハンド） |
| 49 | 2011年度 | テレビ部門     | 優秀賞                         | 世界の果てまでイッテQ! イモトが挑む南米大陸最高峰アコンカグア登頂スペシャル（日本テレビ放送網） |
| 49 | 2011年度 | テレビ部門     | 特別賞                         | ETV特集 「ネットワークでつくる放射能汚染地図」シリーズ（日本放送協会） |
| 49 | 2011年度 | テレビ部門     | 個人賞                         | 小泉今日子：木曜劇場「最後から二番目の恋」（フジテレビ）、連続ドラマW「贖罪」（WOWOW）の演技 |
| 49 | 2011年度 | ラジオ部門     | 大賞                           | ラジオドラマ「鉄になる日」（小松左京著「日本アパッチ族」より）（毎日放送） |
| 49 | 2011年度 | ラジオ部門     | 優秀賞                         | 久米宏 ラジオなんですけど（TBSラジオ＆コミュニケーションズ） |
| 49 | 2011年度 | ラジオ部門     | 優秀賞                         | ABC創立60周年記念ラジオ時代劇 「元禄・堂島米市場螢舞〜平成に近松の幽霊が甦る」（朝日放送） |
| 49 | 2011年度 | ラジオ部門     | 優秀賞                         | ラジオドキュメンタリー「消えた月光仮面」（北海道放送） |
| 49 | 2011年度 | ラジオ部門     | DJ賞                           | 吉田尚記：「ミュ〜コミ+プラス」（ニッポン放送）パーソナリティとして |
| 49 | 2011年度 | CM部門         | 大賞                           | サントリーホールディングス 企業 歌のリレー（シリーズ4本）「見上げてごらん夜の星をA」「見上げてごらん夜の星をC」「上を向いて歩こうC」「上を向いて歩こうA」（ギークピクチュアズ、東北新社/サントリーホールディングス/歌でつなごうプロジェクト委員会、シンガタ、goen゜、電通、博報堂、大広、読売広告社、電通アドギア） |
| 49 | 2011年度 | CM部門         | 優秀賞                         | トヨタマーケティングジャパン 企業 FTDA（シリーズ5本）「ReBORN篇」「出発篇」「宇都宮・餃子篇」「ヒッチハイク篇」「ハワイアンズ篇」（ギークピクチュアズ/トヨタマーケティングジャパン/シンガタ、ワンスカイ、電通、トレードマーク）                                                                                     |
| 49 | 2011年度 | CM部門         | 優秀賞                         | ライオン 企業 歯ブラシ家族（シリーズ3本）「お兄ちゃん」「未来の家族」「息子と母親」（エンジンプラス/ライオン/電通） |
| 49 | 2011年度 | CM部門         | 特別賞                         | 三陸に仕事を！プロジェクト実行委員会 浜のミサンガ「環」（シリーズ2本）「岩手・宮城誕生篇」（ASTRAKHAN/三陸に仕事を！プロジェクト実行委員会/仙台博報堂） |
| 49 | 2011年度 | 報道活動部門   | 大賞                           | 絆いわて「ふるさとは負けない！」キャンペーン（アイビーシー岩手放送） |
| 49 | 2011年度 | 報道活動部門   | 優秀賞                         | 市営散弾銃射撃場鉛汚染問題における一連の報道（伊万里ケーブルテレビジョン） |
| 49 | 2011年度 | 報道活動部門   | 優秀賞                         | オムニバス・ドキュメンタリー「3・11大震災 記者たちの眼差し」I〜IV（TBSテレビ） |
| 50 | 2012年度 | 記念賞         | 50周年記念賞                   | おかあさんといっしょ（日本放送協会・NHKエデュケーショナル） |
| 50 | 2012年度 | 記念賞         | 50周年記念賞                   | 山田太一 |
| 50 | 2012年度 | 記念賞         | 50周年記念賞                   | テレビマンユニオン |
| 50 | 2012年度 | 記念賞         | 50周年記念賞                   | NNNドキュメント |
| 50 | 2012年度 | 記念賞         | 50周年記念賞                   | 久米宏 |
| 50 | 2012年度 | テレビ部門     | 大賞                           | NHKスペシャル シリーズ東日本大震災「追跡 復興予算19兆円」（日本放送協会） |
| 50 | 2012年度 | テレビ部門     | 優秀賞                         | 報道特別番組 「標的の村〜国に訴えられた東村・高江の住民たち」（琉球朝日放送） |
| 50 | 2012年度 | テレビ部門     | 優秀賞                         | TXN衆院選スペシャル「池上彰の総選挙ライブ」（テレビ東京） |
| 50 | 2012年度 | テレビ部門     | 優秀賞                         | 特集ドラマ「ラジオ」（日本放送協会・テレビマンユニオン・NHKエンタープライズ） |
| 50 | 2012年度 | テレビ部門     | 特別賞                         | タモリ倶楽部（テレビ朝日・田辺エージェンシー・ハウフルス） |
| 50 | 2012年度 | テレビ部門     | 個人賞                         | 堺雅人：「リーガル・ハイ」（フジテレビ）、「大奥〜誕生［有功・家光篇］」（TBS）の演技 |
| 50 | 2012年度 | ラジオ部門     | 大賞                           | 日々感謝。ヒビカン（中国放送） |
| 50 | 2012年度 | ラジオ部門     | 優秀賞                         | RBCiラジオスペシャル 復帰40周年特別番組 ラジオドラマ「40才のタンカーユーエー」（琉球放送） |
| 50 | 2012年度 | ラジオ部門     | 優秀賞                         | 特集オーディオドラマ 「橋爪功ひとり芝居 おとこのはなし」（日本放送協会） |
| 50 | 2012年度 | ラジオ部門     | 優秀賞                         | 報道特別番組 「原発作業員が語る2年」（毎日放送） |
| 50 | 2012年度 | ラジオ部門     | DJ賞                           | ピーター・バラカン：「BARAKAN MORNING」（InterFM）、「Tokyo Midtown presents The Lifestyle MUSEUM」（TOKYO FM）、「ウィークエンドサンシャイン」（NHK）パーソナリティとして |
| 50 | 2012年度 | ラジオ部門     | 特別賞                         | 小沢昭一さん追悼特別番組〜あしたのこころだ…小沢昭一について考える（TBSラジオ＆コミュニケーションズ） |
| 50 | 2012年度 | CM部門         | 大賞                           | 本田技研工業 企業「負けるもんか（プロダクト）篇」（TYOモンスター、TYOproductions/本田技研工業/電通） |
| 50 | 2012年度 | CM部門         | 優秀賞                         | 赤城乳業 BLACK（シリーズ3本）「じゃない篇」「ガリガリ君の会社篇」「売上篇」（アットアームズ/赤城乳業/電通東日本、電通関西支社） |
| 50 | 2012年度 | CM部門         | 優秀賞                         | 東海テレビ放送 公共キャンペーン・スポット「交通事故で、死なない。死なせない。」（東海テレビ放送/電通中部支社） |
| 50 | 2012年度 | 報道活動部門   | 大賞                           | 太平洋核実験被害の真実を伝える「放射線を浴びたX年後」映画自主上映を含む報道活動（南海放送） |
| 50 | 2012年度 | 報道活動部門   | 優秀賞                         | OTVスーパーニュース シリーズ企画「復帰を知る」（沖縄テレビ放送） |
| 50 | 2012年度 | 報道活動部門   | 優秀賞                         | 南相馬市小高区の農地復旧における一連の報道（福島放送） |
| 51 | 2013年度 | テレビ部門     | 大賞                           | 連続テレビ小説「あまちゃん」（日本放送協会） |
| 51 | 2013年度 | テレビ部門     | 優秀賞                         | ニッポンの性教育 セックスをどこまで教えるか（中京テレビ放送） |
| 51 | 2013年度 | テレビ部門     | 優秀賞                         | 報道特集 シリーズ秘密保護法案「秘密保護・法案成立なら社会は？ 原発情報どこまで秘匿？ 現役官僚語る」「特定秘密保護法が成立…議論は尽くされたのか？」（TBSテレビ） |
| 51 | 2013年度 | テレビ部門     | 優秀賞                         | テレビ朝日開局55周年記念 山田太一ドラマスペシャル「時は立ちどまらない」（テレビ朝日） |
| 51 | 2013年度 | テレビ部門     | 特別賞                         | 戦後史証言プロジェクト「日本人は何をめざしてきたのか」第1回〜第8回（日本放送協会） |
| 51 | 2013年度 | テレビ部門     | 個人賞                         | 三浦春馬 「ラスト♡シンデレラ」（フジテレビ）、「僕のいた時間」（フジテレビ）の演技 |
| 51 | 2013年度 | ラジオ部門     | 大賞                           | TOKYO FM特別番組「これからを見つめて〜LOVE&HOPE 3年目の春だより〜」（エフエム東京） |
| 51 | 2013年度 | ラジオ部門     | 優秀賞                         | 赤江珠緒 たまむすび（TBSラジオ&コミュニケーションズ） |
| 51 | 2013年度 | ラジオ部門     | 優秀賞                         | 途切れた119番〜祐映さんと救急の6分20秒〜（山形放送） |
| 51 | 2013年度 | ラジオ部門     | 優秀賞                         | ニッポン放送開局60周年記念ラジオドラマ「想像ラジオ」（ニッポン放送） |
| 51 | 2013年度 | ラジオ部門     | DJ賞                           | 西向幸三：「ゴールデンアワー」（エフエム沖縄）パーソナリティとして |
| 51 | 2013年度 | CM部門         | 大賞                           | サントリーホールディングス ペプシNEX ZERO 桃太郎 「Episode．ZERO篇」（東北新社/サントリーホールディングス/TUGBOAT、読売広告社） |
| 51 | 2013年度 | CM部門         | 優秀賞                         | 全国都道府県及び全指定都市 LOTO7 シリーズ 「話は変わる前篇」「話は変わる後篇」（電通クリエーティブX/全国都道府県及び全指定都市/TUGBOAT、電通） |
| 51 | 2013年度 | CM部門         | 優秀賞                         | リクルートホールディングス リクルートポイント 「すべての人生が、すばらしい。」（パドル/リクルートホールディングス/電通） |
| 51 | 2013年度 | 報道活動部門   | 大賞                           | 「里山資本主義」 地方、日本の新たな生き方を提案し「解決策」を提示するシリーズ番組放送と出版、全国的ムーブメントの創出（日本放送協会） |
| 51 | 2013年度 | 報道活動部門   | 優秀賞                         | 「空白の68年〜日朝両国に眠る遺骨〜」一連の報道活動（朝日放送） |
| 51 | 2013年度 | 報道活動部門   | 優秀賞                         | こうのとりのゆりかご（赤ちゃんポスト）報道 〜実態ふまえ“放送エリアと視聴者層”拡大への取り組み〜（熊本放送） |
| 52 | 2014年度 | テレビ部門     | 大賞                           | QABドキュメンタリー 扉2014「裂かれる海〜辺野古 動き出した基地建設〜」（琉球朝日放送） |
| 52 | 2014年度 | テレビ部門     | 優秀賞                         | BS1スペシャル 「遠い祖国 ブラジル日系人抗争の真実」（日本放送協会・テムジン、NHKエンタープライズ） |
| 52 | 2014年度 | テレビ部門     | 優秀賞                         | NHKスペシャル 「ドキュメント“武器輸出”防衛装備移転の現場から」（日本放送協会） |
| 52 | 2014年度 | テレビ部門     | 優秀賞                         | サンデーモーニング新春スペシャル「群衆と終戦70年」（TBSテレビ） |
| 52 | 2014年度 | テレビ部門     | 特別賞                         | ドラマ24（テレビ東京） |
| 52 | 2014年度 | テレビ部門     | 個人賞                         | 杏：「花咲舞が黙ってない」（日本テレビ）、ドラマスペシャル「クロハ 〜機捜の女性捜査官〜」（テレビ朝日）、「デート〜恋とはどんなものかしら〜」（フジテレビ）の演技 |
| 52 | 2014年度 | ラジオ部門     | 大賞                           | YBCラジオスペシャル「花は咲けども〜ある農村フォークグループの40年〜」（山形放送） |
| 52 | 2014年度 | ラジオ部門     | 優秀賞                         | 風の男 BUZAEMON（南海放送） |
| 52 | 2014年度 | ラジオ部門     | 優秀賞                         | ネットワーク1・17「20年〜大震災と向き合う日々」（毎日放送） |
| 52 | 2014年度 | ラジオ部門     | 優秀賞                         | MUSIC SHOWER Plus+ いちゃりば結スペシャル（琉球放送） |
| 52 | 2014年度 | ラジオ部門     | DJ賞                           | 横山雄二 「平成ラヂオバラエティごぜん様さま」「ザ★横山雄二ショー」（中国放送）パーソナリティとして |
| 52 | 2014年度 | CM部門         | 大賞                           | 東海テレビ放送 公共キャンペーン・スポット 「震災から3年〜伝えつづける〜」（東海テレビ放送） |
| 52 | 2014年度 | CM部門         | 優秀賞                         | インテリジェンス DODA シリーズ 「チャップリン×綾野剛篇」「キング牧師×綾野剛篇」（ギークピクチュアズ/インテリジェンス/電通、GLIDER） |
| 52 | 2014年度 | CM部門         | 優秀賞                         | TOTO NEORET ネオレスト 「菌の親子篇」（ソーダコミュニケーションズ/TOTO/ワトソン・クリック、電通） |
| 52 | 2014年度 | CM部門         | 優秀賞                         | 日清食品ホールディングス カップヌードル シリーズ 「現代のサムライ篇」「壁ドン篇」（ティー・ワイ・オー/日清食品ホールディングス/catch、Six、博報堂） |
| 52 | 2014年度 | 報道活動部門   | 大賞                           | 「高知白バイ衝突死」を巡る検証報道（瀬戸内海放送） |
| 52 | 2014年度 | 報道活動部門   | 優秀賞                         | シリーズ「ヒロシマ70年」の報道及び動画コンテンツの公開（中国放送） |
| 52 | 2014年度 | 報道活動部門   | 優秀賞                         | ハンセン病に対する差別解消にむけた報道（三重テレビ放送） |
| 53 | 2015年度 | テレビ部門     | 大賞                           | 報道ステーション「特集 ノーベル賞経済学者が見た日本」「特集 独ワイマール憲法の“教訓”」（テレビ朝日） |
| 53 | 2015年度 | テレビ部門     | 優秀賞                         | ETV特集「“書きかえられた”沖縄戦〜国家と戦死者・知られざる記録〜」（日本放送協会） |
| 53 | 2015年度 | テレビ部門     | 優秀賞                         | NNNドキュメント'15 シリーズ戦後70年「南京事件 兵士たちの遺言」（日本テレビ放送網） |
| 53 | 2015年度 | テレビ部門     | 優秀賞                         | 家、ついて行ってイイですか?（テレビ東京） |
| 53 | 2015年度 | テレビ部門     | 特別賞                         | 国谷裕子：「クローズアップ現代」（NHK）のキャスターとしての功績に対して |
| 53 | 2015年度 | テレビ部門     | 個人賞                         | 遠藤憲一：金曜ナイトドラマ「民王」（テレビ朝日）、BS日テレ開局15周年特別企画時代劇「佐武と市捕物控」（BS日テレ）、「お義父さんと呼ばせて」（関西テレビ）の演技 |
| 53 | 2015年度 | テレビ部門     | フロンティア賞                 | TVer：テレビ番組の新しい見方を提案した在京5社共同公式テレビポータル |
| 53 | 2015年度 | ラジオ部門     | 大賞                           | 憲法で巡る日本の旅（九州朝日放送） |
| 53 | 2015年度 | ラジオ部門     | 優秀賞                         | 赤ヘル1975（中国放送） |
| 53 | 2015年度 | ラジオ部門     | 優秀賞                         | 遠くなる戦争を語り継ぐ〜女性ノンフィクション作家の対話〜（日本放送協会） |
| 53 | 2015年度 | ラジオ部門     | 優秀賞                         | 学生に夏休みはない 2015（毎日放送） |
| 53 | 2015年度 | ラジオ部門     | DJ賞                           | 荻上チキ：「発信型ニュースプロジェクト 荻上チキ・Session-22」（TBSラジオ）パーソナリティとして |
| 53 | 2015年度 | CM部門         | 大賞                           | KDDI au 「三太郎シリーズ」 「auスマ得キャンペーン 桃太郎とかぐや姫篇」「au夏のトビラ・竜宮城篇」「au夏ラインナップ 乙姫登場篇」「au WALLET 竜宮城ポイント篇」「auガラホ 海の声篇」「auスマートバリュー かぐや姫の帰省篇」「au 竜宮城ぷるぷる篇」（AOI Pro./KDDI/電通）                                              |
| 53 | 2015年度 | CM部門         | 優秀賞                         | サントリーホールディングス PEPSI STRONG ZERO桃太郎 「Episode.3篇」（東北新社/サントリーホールディングス/TUGBOAT、読売広告社） |
| 53 | 2015年度 | CM部門         | 優秀賞                         | 宮崎県小林市 移住促進シティプロモーション 「ンダモシタン小林篇」（ロボット/宮崎県小林市/電通九州） |
| 53 | 2015年度 | CM部門         | 優秀賞                         | 早稲田アカデミー 企業 「へんな生き物篇」（ロボット/早稲田アカデミー/アサツーディ・ケイ） |
| 53 | 2015年度 | 報道活動部門   | 大賞                           | RSK地域スペシャル メッセージ（山陽放送） |
| 53 | 2015年度 | 報道活動部門   | 優秀賞                         | 「子どもが多いほど保育料が値上がりした問題」を追及取材（北海道テレビ放送） |
| 53 | 2015年度 | 報道活動部門   | 優秀賞                         | 戦後70年シリーズ企画 「戦後70年の地平から」（琉球放送） |
| 54 | 2016年度 | テレビ部門     | 大賞                           | NHKスペシャル 「ある文民警察官の死〜カンボジアPKO 23年目の告白〜」（日本放送協会） |
| 54 | 2016年度 | テレビ部門     | 優秀賞                         | 黒声の記憶（鹿児島テレビ放送） |
| 54 | 2016年度 | テレビ部門     | 優秀賞                         | Born Again〜画家 正子・R・サマーズの人生〜（琉球放送） |
| 54 | 2016年度 | テレビ部門     | 優秀賞                         | 火曜ドラマ「カルテット」（TBSテレビ） |
| 54 | 2016年度 | テレビ部門     | 特別賞                         | 世界の果てまでイッテQ！（日本テレビ放送網） |
| 54 | 2016年度 | テレビ部門     | 個人賞                         | 満島ひかり：土曜ドラマ「トットてれび」（NHK）、シリーズ・江戸川乱歩短編集II 妖しい愛の物語（NHK）、火曜ドラマ「カルテット」（TBSテレビ）の演技 |
| 54 | 2016年度 | テレビ部門     | フロンティア賞                 | 火花：放送と通信の融合時代にふさわしい高品質なコンテンツの制作とメディア展開に対して（YDクリエイション） |
| 54 | 2016年度 | ラジオ部門     | 大賞                           | 荻上チキ・Session-22（TBSラジオ） |
| 54 | 2016年度 | ラジオ部門     | 優秀賞                         | KBC長浜横丁 居酒屋清子（九州朝日放送） |
| 54 | 2016年度 | ラジオ部門     | 優秀賞                         | 広島原爆の日 ラジオ特集「あの日、母は少女だった〜被爆の記憶をたどる母と息子の対話〜」（日本放送協会） |
| 54 | 2016年度 | ラジオ部門     | 優秀賞                         | ミュージックドキュメント 井上陽水×ロバート キャンベル「言の葉の海に漕ぎ出して」（エフエム東京） |
| 54 | 2016年度 | ラジオ部門     | DJ賞                           | 星野源：「星野源のオールナイトニッポン」（ニッポン放送）パーソナリティとして |
| 54 | 2016年度 | CM部門         | 大賞                           | 静岡新聞 静岡放送 企業 「超ドS 静岡兄弟篇」（スプーン/静岡新聞社、静岡放送/電通） |
| 54 | 2016年度 | CM部門         | 優秀賞                         | アマゾンジャパン Amazonプライム 「ライオン篇」（AOI Pro./アマゾンジャパン/博報堂） |
| 54 | 2016年度 | CM部門         | 優秀賞                         | 大塚製薬 カロリーメイト 「Mate篇」（AOI Pro./大塚製薬/博報堂、catch） |
| 54 | 2016年度 | CM部門         | 優秀賞                         | KDDI au 「秋のトビラ・三太郎の出会い篇」（AOI Pro./KDDI/電通） |
| 54 | 2016年度 | 報道活動部門   | 大賞                           | 富山市議会の政務活動費不正をめぐる調査報道（チューリップテレビ） |
| 54 | 2016年度 | 報道活動部門   | 優秀賞                         | イスラム国（IS）の実態とヤズディ教徒を中心とした住民迫害についての長年の取材報道（アジアプレス・インターナショナル） |
| 54 | 2016年度 | 報道活動部門   | 優秀賞                         | ながさき原爆記録全集〜戦略爆撃調査団編〜（長崎ケーブルメディア） |
| 55 | 2017年度 | 記念賞         | 55周年記念賞                   | 倉本聡 |
| 55 | 2017年度 | テレビ部門     | 大賞                           | 映像'17「教育と愛国〜教科書でいま何が起きているのか」（毎日放送） |
| 55 | 2017年度 | テレビ部門     | 優秀賞                         | NHKスペシャル「スクープドキュメント 沖縄と核」（日本放送協会） |
| 55 | 2017年度 | テレビ部門     | 優秀賞                         | 金曜ドラマ「アンナチュラル」（TBSテレビ） |
| 55 | 2017年度 | テレビ部門     | 優秀賞                         | 100分deメディア論（日本放送協会） |
| 55 | 2017年度 | テレビ部門     | 特別賞                         | バカリズム：「架空OL日記」（読売テレビ放送）の原作・脚本・主演 |
| 55 | 2017年度 | テレビ部門     | 個人賞                         | 高橋一生：大河ドラマ「おんな城主 直虎」（NHK）、「民衆の敵〜世の中、おかしくないですか!?〜」（フジテレビ）、連続テレビ小説「わろてんか」（NHK）の演技 |
| 55 | 2017年度 | テレビ部門     | フロンティア賞                 | 72時間ホンネテレビ（AbemaTV） |
| 55 | 2017年度 | ラジオ部門     | 大賞                           | 最期への覚悟（CBCラジオ） |
| 55 | 2017年度 | ラジオ部門     | 優秀賞                         | SBSラジオギャラリー「幸せのカタチ〜本当の親子 本物の親子〜」（静岡放送） |
| 55 | 2017年度 | ラジオ部門     | 優秀賞                         | 新里カオリのうららか日曜日〜被爆72年「戦後」はいつまで続くのか〜（中国放送） |
| 55 | 2017年度 | ラジオ部門     | 優秀賞                         | ラジオと童謡と〜「サッちゃん」の阪田寛夫が残したもの（朝日放送） |
| 55 | 2017年度 | ラジオ部門     | DJ賞                           | 村山仁志：「あさかラ!」（長崎放送）パーソナリティとして |
| 55 | 2017年度 | CM部門         | 大賞                           | 資生堂ジャパン 表情プロジェクト シリーズ「表情プロジェクト」（資生堂ジャパン/電通/電通クリエーティブX） |
| 55 | 2017年度 | CM部門         | 優秀賞                         | 日清食品ホールディングス カップヌードル シリーズ HUNGRY DAYS「予告篇」「魔女の宅急便篇」（日清食品ホールディングス/電通/ギークピクチュアズ） |
| 55 | 2017年度 | CM部門         | 優秀賞                         | ユーキャン 企業「One Month パパと息子の1ヶ月のふたり暮らし」（ユーキャン/博報堂/博報堂プロダクツ） |
| 55 | 2017年度 | CM部門         | 優秀賞                         | 大日本除虫菊 おでかけカトリス/キンチョウの蚊がいなくなるスプレー/虫よけプレシャワー/虫よけキンチョール/キンチョール 金鳥少年2017シリーズ「その1」「その2」「その3」「その4」「その5」（大日本除虫菊/電通関西支社/ヒッツコーポレーション）                                                                           |
| 55 | 2017年度 | 報道活動部門   | 大賞                           | 変わる自衛隊 地方から伝えた一連の報道（名古屋テレビ放送） |
| 55 | 2017年度 | 報道活動部門   | 優秀賞                         | かえる先生のいきもの交遊録（長崎ケーブルメディア） |
| 55 | 2017年度 | 報道活動部門   | 優秀賞                         | 相模原障害者施設殺傷事件後の一連の報道活動（日本放送協会） |
| 56 | 2018年度 | テレビ部門     | 大賞                           | ETV特集「静かで、にぎやかな世界〜手話で生きる子どもたち〜」（日本放送協会） |
| 56 | 2018年度 | テレビ部門     | 優秀賞                         | 金曜ナイトドラマ「dele」（テレビ朝日） |
| 56 | 2018年度 | テレビ部門     | 優秀賞                         | オトナの土ドラ「結婚相手は抽選で」（東海テレビ放送/共同テレビジョン） |
| 56 | 2018年度 | テレビ部門     | 優秀賞                         | ETV特集「誰が命を救うのか 医師たちの原発事故」（日本放送協会） |
| 56 | 2018年度 | テレビ部門     | 特別賞                         | BS1スペシャル「ボルトとダシャ マンホールチルドレン20年の軌跡」（日本放送協会） |
| 56 | 2018年度 | テレビ部門     | 個人賞                         | 菅田将暉：金曜ナイトドラマ「dele」（テレビ朝日）、「菅田将暉TV」（NHK）、「3年A組-今から皆さんは、人質です-」（日本テレビ）の演技 |
| 56 | 2018年度 | テレビ部門     | フロンティア賞                 | スローな武士にしてくれ（日本放送協会/オッティモ/NHKエンタープライズ） |
| 56 | 2018年度 | ラジオ部門     | 大賞                           | 私宅監置・沖縄～扉がひらくとき～（ラジオ沖縄） |
| 56 | 2018年度 | ラジオ部門     | 優秀賞                         | 午後はとことん よろず屋ラジオ「許せない! 特殊詐欺 絶対にだまされないぞスペシャル」（福井放送） |
| 56 | 2018年度 | ラジオ部門     | 優秀賞                         | J-WAVE 30th ANNIVERSARY SPECIAL RINREI NATIVE MUSIC JOURNEY（J-WAVE） |
| 56 | 2018年度 | ラジオ部門     | 優秀賞                         | TBSラジオ年末交通情報〜おまけ付き〜（TBSラジオ） |
| 56 | 2018年度 | ラジオ部門     | DJ賞                           | 鬼頭里枝：「テキトーナイト!!」（静岡放送）パーソナリティとして |
| 56 | 2018年度 | CM部門         | 大賞                           | スカパーJSAT 基本プラン シリーズ「スカパー! 堺議員シリーズ」（スカパーJSAT/電通/電通クリエーティブX） |
| 56 | 2018年度 | CM部門         | 優秀賞                         | 南都銀行 相続・遺言信託 シリーズ「南都家の一族」（南都銀行/博報堂関西支社/クレイ） |
| 56 | 2018年度 | CM部門         | 優秀賞                         | 三井住友カード 企業 シリーズ「Thinking Man篇」（三井住友カード/電通/TUGBOAT/東北新社） |
| 56 | 2018年度 | CM部門         | 優秀賞                         | 群馬マスコミ3社（上毛新聞社・群馬テレビ・エフエム群馬）特殊詐欺ゼロキャンペーン「無許可篇」（エフエム群馬/群馬テレビ/上毛新聞社） |
| 56 | 2018年度 | 報道活動部門   | 大賞                           | 1980年から現在も続くハンセン病に関する報道および活動（山陽放送） |
| 56 | 2018年度 | 報道活動部門   | 優秀賞                         | ドキュメンタリー「マザーズ」を起点とした特別養子縁組の継続報道7年（中京テレビ放送） |
| 56 | 2018年度 | 報道活動部門   | 優秀賞                         | 日経スペシャル ガイアの夜明け「マネーの魔力」（テレビ東京） |
| 57 | 2019年度 | テレビ部門     | 大賞                           | チャンネル4「カネのない宇宙人 閉鎖危機に揺れる野辺山観測所」（テレビ信州） |
| 57 | 2019年度 | テレビ部門     | 優秀賞                         | NHKスペシャル「日本人と天皇」（日本放送協会） |
| 57 | 2019年度 | テレビ部門     | 優秀賞                         | ウルトラハイパーハードボイルドグルメリポート（テレビ東京） |
| 57 | 2019年度 | テレビ部門     | 優秀賞                         | 土曜ドラマ「俺の話は長い」（日本テレビ放送網/オフィスクレッシェンド） |
| 57 | 2019年度 | テレビ部門     | 特別賞                         | 「ゲゲゲの鬼太郎」テレビアニメ化50周年記念・第6期 （フジテレビジョン/読売広告社/東映アニメーション） |
| 57 | 2019年度 | テレビ部門     | 個人賞                         | 伊藤沙莉：ETV特集「反骨の考古学者 ROKUJI」（NHK）、ドラマ10「これは経費で落ちません!」（NHK）、「ペンション・恋は桃色」（フジテレビ）、「映像研には手を出すな!」（NHK）、「全裸監督」（Netflix）の演技 |
| 57 | 2019年度 | テレビ部門     | フロンティア賞                 | 神田伯山ティービィー（冬夏） - Youtubeチャンネルへの授賞 |
| 57 | 2019年度 | ラジオ部門     | 大賞                           | J-WAVE SELECTION GENERATION TO GENERATION〜STORIES OF OKINAWA〜（J-WAVE） |
| 57 | 2019年度 | ラジオ部門     | 優秀賞                         | 佐藤旬子と板東道生のとなりのラジオ（四国放送） |
| 57 | 2019年度 | ラジオ部門     | 優秀賞                         | あなたと見た風景〜目の見えない初江さんの春夏秋冬〜（青森放送） |
| 57 | 2019年度 | ラジオ部門     | 優秀賞                         | 加来耕三が柳川で大河ドラマをつくってみた 超拡大!放送尺22倍SP（RKB毎日放送） |
| 57 | 2019年度 | ラジオ部門     | DJ賞                           | 爆笑問題：「JUNK爆笑問題カーボーイ」「爆笑問題の日曜サンデー」（TBSラジオ）パーソナリティとして |
| 57 | 2019年度 | CM部門         | 大賞                           | カネボウ化粧品 カネボウ／KANEBO シリーズ「I HOPE.」（カネボウ化粧品/電通/ティー・ワイ・オー MONSTER） |
| 57 | 2019年度 | CM部門         | 優秀賞                         | 東海テレビ放送 公共キャンペーン・スポット「見えない障害と生きる。」（東海テレビ放送／電通／東北新社） |
| 57 | 2019年度 | CM部門         | 優秀賞                         | 日本コカ・コーラ コカ・コーラ 自動販売機 シリーズ「笑顔を、ここから。」（日本コカ・コーラ/電通/ティー・ワイ・オー MONSTER） |
| 57 | 2019年度 | CM部門         | 優秀賞                         | 三井住友カード 企業 シリーズ「Thinking Man篇」2話・3話（三井住友カード/電通/TUGBOAT/東北新社） |
| 57 | 2019年度 | 報道活動部門   | 大賞                           | 中海再生への歩み〜市民と地域メディアはどう関わったのか〜（中海テレビ放送） |
| 57 | 2019年度 | 報道活動部門   | 優秀賞                         | キャンペーン報道“用水路事故をなくす”（日本放送協会） |
| 57 | 2019年度 | 報道活動部門   | 優秀賞                         | 「ヤジと民主主義〜警察が排除するもの〜」（北海道放送） |
| 58 | 2020年度 | テレビ部門     | 大賞                           | 世界は3で出来ている（フジテレビジョン） |
| 58 | 2020年度 | テレビ部門     | 優秀賞                         | テレビで会えない芸人（鹿児島テレビ放送） |
| 58 | 2020年度 | テレビ部門     | 優秀賞                         | NHKスペシャル「イナサ〜風寄せる大地 16年の記録〜」（日本放送協会） |
| 58 | 2020年度 | テレビ部門     | 優秀賞                         | 金曜ドラマ「俺の家の話」（TBSテレビ/TBSスパークル） |
| 58 | 2020年度 | テレビ部門     | 特別賞                         | 日本電波ニュース社 |
| 58 | 2020年度 | テレビ部門     | 個人賞                         | サンドウィッチマン |
| 58 | 2020年度 | テレビ部門     | フロンティア賞                 | 光秀のスマホ（日本放送協会） |
| 58 | 2020年度 | ラジオ部門     | 大賞                           | 文化放送戦後75年スペシャル「封印された真実〜軍属ラジオ」（文化放送） |
| 58 | 2020年度 | ラジオ部門     | 優秀賞                         | 河原崎辰也 いくしかないだろう!特別企画「地域を守れ!外国人とのリアルな暮らし特集」（CBCラジオ） |
| 58 | 2020年度 | ラジオ部門     | 優秀賞                         | SBSラジオギャラリー「ダンシングジャパン～リズムに乗ったら手を叩こう!～」（静岡放送） |
| 58 | 2020年度 | ラジオ部門     | 優秀賞                         | ココロ音ラジオ和音（ハートネットワーク） |
| 58 | 2020年度 | ラジオ部門     | DJ賞                           | 落合健太郎：「ROCK KIDS 802 -OCHIKEN Goes ON!!-」「Chillin' Sunday」（FM802）パーソナリティとして |
| 58 | 2020年度 | CM部門         | 大賞                           | 大塚製薬 ポカリスエット「ポカリNEO合唱 2020（フル）篇」（大塚製薬/電通/なかよしデザイン/スプーン） |
| 58 | 2020年度 | CM部門         | 優秀賞                         | 東海テレビ放送 公共キャンペーン・スポット「この距離を忘れない。」（東海テレビ放送/電通/東海テレビプロダクション/エンジンフイルム） |
| 58 | 2020年度 | CM部門         | 優秀賞                         | 日清食品ホールディングス カップヌードル シーフード「ほぼイカ登場篇」（日清食品ホールディングス/電通/ソーダコミュニケーションズ） |
| 58 | 2020年度 | CM部門         | 優秀賞                         | 大日本除虫菊 ゴキブリムエンダー なな子と光三郎シリーズ「出会い」「手紙」「急接近」「訪問」「プロポーズ」「エピローグ」（大日本除虫菊/電通関西支社/ヒッツコーポレーション） |
| 58 | 2020年度 | 報道活動部門   | 大賞                           | JNN報道特集・報道特集「40年の歩みとこれから」（TBSテレビ） |
| 58 | 2020年度 | 報道活動部門   | 優秀賞                         | シリーズ老障介護（朝日放送テレビ） |
| 58 | 2020年度 | 報道活動部門   | 優秀賞                         | 映像'20 映像シリーズ40年～関西発・真夜中のドキュメンタリズム～（毎日放送） |
| 59 | 2021年度 | テレビ部門     | 大賞                           | 1Fリアル あの日、原発の傍らにいた人たち（福島中央テレビ） |
| 59 | 2021年度 | テレビ部門     | 優秀賞                         | ETV特集「“玉砕”の島を生きて〜テニアン島 日本人移民の記録〜」（日本放送協会/NHKエンタープライズ/グループ現代） |
| 59 | 2021年度 | テレビ部門     | 優秀賞                         | 忠臣蔵狂詩曲No.5 中村仲蔵 出世階段（日本放送協会/NHKエンタープライズ/オッティモ） |
| 59 | 2021年度 | テレビ部門     | 優秀賞                         | 大豆田とわ子と三人の元夫（関西テレビ放送/カズモ） |
| 59 | 2021年度 | テレビ部門     | 特別賞                         | よるドラ「恋せぬふたり」（日本放送協会） |
| 59 | 2021年度 | テレビ部門     | 個人賞                         | 草彅剛：大河ドラマ「青天を衝け」（NHK）の演技 |
| 59 | 2021年度 | テレビ部門     | フロンティア賞                 | CBCドキュメンタリー 定期配信型ドキュメンタリー「ピエロと呼ばれた息子」（CBCテレビ） |
| 59 | 2021年度 | ラジオ部門     | 大賞                           | ERのオーケストラ（CBCラジオ） |
| 59 | 2021年度 | ラジオ部門     | 優秀賞                         | SBCラジオスペシャル「Lost and Found〜家族と故郷を失った父と娘の10年〜」（信越放送） |
| 59 | 2021年度 | ラジオ部門     | 優秀賞                         | わした島のオーケストラ〜琉球交響楽団〜スペシャル!（琉球放送） |
| 59 | 2021年度 | ラジオ部門     | 優秀賞                         | 村上RADIO特別版「戦争をやめさせるための音楽」（エフエム東京） |
| 59 | 2021年度 | ラジオ部門     | DJ賞                           | 森谷佳奈：「森谷佳奈のはきださNIGHT!」（山陰放送）パーソナリティとして |
| 59 | 2021年度 | CM部門         | 大賞                           | サントリーホールディングス ほろよい「ほろよい飲んで、なにしよう?」（サントリーホールディングス/電通/DASH/J.C.SPARK） |
| 59 | 2021年度 | CM部門         | 優秀賞                         | 大塚製薬 カロリーメイト「Midnight Train篇」（大塚製薬/博報堂/catch/ENOAD/AOI Pro.） |
| 59 | 2021年度 | CM部門         | 優秀賞                         | 輝け!みんなの九州プロジェクト 九州新幹線「流れ星新幹線」（輝け!みんなの九州プロジェクト（九州旅客鉄道/西日本シティ銀行/LINE fukuoka）/JR九州エージェンシー/ウミナリ/電通九州/VSQ） |
| 59 | 2021年度 | CM部門         | 優秀賞                         | 大日本除虫菊 キンチョウ虫コナーズ「Hさんの話」（大日本除虫菊/電通関西支社/ヒッツコーポレーション） |
| 59 | 2021年度 | 報道活動部門   | 大賞                           | 偽りのアサリ〜追跡1000日 産地偽装の闇〜（CBCテレビ） |
| 59 | 2021年度 | 報道活動部門   | 優秀賞                         | 「報道特集」東京五輪めぐる調査報道キャンペーン（TBSテレビ） |
| 59 | 2021年度 | 報道活動部門   | 優秀賞                         | 「生理の貧困」に関する報道（日本放送協会） |
| 60 | 2022年度 | 記念賞         | 60周年記念賞                   | タモリ |
| 60 | 2022年度 | テレビ部門     | 大賞                           | エルピス-希望、あるいは災い-（関西テレビ） |
| 60 | 2022年度 | テレビ部門     | 優秀賞                         | 世界サブカルチャー史 欲望の系譜 シーズン3「日本 逆説の60-90s」（日本放送協会/NHKエンタープライズ/テレビマンユニオン） |
| 60 | 2022年度 | テレビ部門     | 優秀賞                         | OTV報道スペシャル「水どぅ宝」（沖縄テレビ放送） |
| 60 | 2022年度 | テレビ部門     | 優秀賞                         | 報道1930「激震・旧統一教会と日本政治 問われる政治との距離感は」（BS-TBS） |
| 60 | 2022年度 | テレビ部門     | 特別賞                         | 「映像の世紀 バタフライエフェクト」（日本放送協会） |
| 60 | 2022年度 | テレビ部門     | 個人賞                         | 長澤まさみ：「エルピス-希望、あるいは災い-」（関西テレビ）の演技、大河ドラマ「鎌倉殿の13人」（NHK）のナレーション |
| 60 | 2022年度 | ラジオ部門     | 大賞                           | RBCiラジオスペシャル「ダニーボーイ・齋藤悌子、ジャズと生きる」（琉球放送） |
| 60 | 2022年度 | ラジオ部門     | 優秀賞                         | ドキュメント「荻上チキが見たウクライナ〜見過ごされる声に耳を傾けて」（TBSラジオ） |
| 60 | 2022年度 | ラジオ部門     | 優秀賞                         | 仲谷一志・下田文代のよなおし堂（RKB毎日放送） |
| 60 | 2022年度 | ラジオ部門     | 優秀賞                         | 講談風大河ラジオドラマ「弁慶記」（FM TANABE） |
| 60 | 2022年度 | ラジオ部門     | DJ賞                           | 安住紳一郎：「安住紳一郎の日曜天国」（TBSラジオ）パーソナリティとして |
| 60 | 2022年度 | CM部門         | 大賞                           | 大塚製薬 カロリーメイト「狭い広い世界で篇」（大塚製薬/博報堂/catch/ENOAD/AOI Pro.） |
| 60 | 2022年度 | CM部門         | 優秀賞                         | ACジャパン 2022AC全国キャンペーンA「寛容ラップ篇」（ACジャパン/東急エージェンシー関西支社/高映企画） |
| 60 | 2022年度 | CM部門         | 優秀賞                         | サントリーホールディングス 企業 シリーズ 人生には、飲食店がいる。「メッセージ篇」「不思議な場所篇」「人と篇」（サントリーホールディングス/電通/電通クリエーティブX） |
| 60 | 2022年度 | CM部門         | 優秀賞                         | 東海旅客鉄道 企業「会いにいく、が今日を変えていく。」（東海旅客鉄道/電通/ジェイアール東海エージェンシー/SUPERMARKET） |
| 60 | 2022年度 | 報道活動部門   | 大賞                           | ドキュメンタリー素材を平和教材として活用（広島テレビ放送） |
| 60 | 2022年度 | 報道活動部門   | 優秀賞                         | NEWS6 旧統一教会をめぐる調査報道（チューリップテレビ） |
| 60 | 2022年度 | 報道活動部門   | 優秀賞                         | 精神医療の実態に迫る一連の調査報道（日本放送協会） |
| 60 | 2022年度 | フロンティア賞 | フロンティア賞                 | 「FIFA ワールドカップ カタール 2022」生中継（AbemaTV、テレビ朝日） |
| 61 | 2023年度 |                |                                | |
| 61 | 2023年度 | テレビ部門     | 大賞                           | 連続ドラマW「フェンス」（WOWOW/NHKエンタープライズ） |
| 61 | 2023年度 | テレビ部門     | 優秀賞                         | NHKスペシャル「“冤罪”の深層〜警視庁公安部で何が〜」（日本放送協会） |
| 61 | 2023年度 | テレビ部門     | 優秀賞                         | ナンデモ特命係 発見らくちゃく!〜28歳の小卒女性SP!完全版〜（福岡放送） |
| 61 | 2023年度 | テレビ部門     | 優秀賞                         | ながさき原爆記録全集 山端庸介原爆全写真 被爆翌日117枚全解析（長崎ケーブルメディア） |
| 61 | 2023年度 | テレビ部門     | 特別賞                         | 金曜ドラマ「不適切にもほどがある!」（TBSテレビ/TBSスパークル） |
| 61 | 2023年度 | テレビ部門     | 個人賞                         | 神木隆之介：連続テレビ小説「らんまん」（NHK）の演技 |
| 61 | 2023年度 | ラジオ部門     | 大賞                           | SBSラジオギャラリー「方言アクセントエンターテインメント〜なまってんのは、東京の方かもしんねーんだかんな〜」（静岡放送） |
| 61 | 2023年度 | ラジオ部門     | 優秀賞                         | 空想労働シリーズ サラリーマン（RKB毎日放送） |
| 61 | 2023年度 | ラジオ部門     | 優秀賞                         | FBCラジオスペシャル「輝く!ゴールデンエイジふくい〜生きる喜び 歌にのせて〜」（福井放送） |
| 61 | 2023年度 | ラジオ部門     | 優秀賞                         | TOKYO FM 小澤征爾追悼番組「セイジ、フォーエバー」（エフエム東京） |
| 61 | 2023年度 | ラジオ部門     | DJ賞                           | オードリー：「オードリーのオールナイトニッポン」（ニッポン放送）パーソナリティとして |
| 61 | 2023年度 | CM部門         | 大賞                           | 日本マクドナルド マックフライポテト「ティロリミックス｜YOASOBI 『群青』× Vaundy『花占い』」（日本マクドナルド/電通/ギークピクチュアズ） |
| 61 | 2023年度 | CM部門         | 優秀賞                         | 相鉄ホールディングス 相鉄・東急直通線開業記念 相鉄東急直通記念ムービー「父と娘の風景」（相鉄ホールディングス/good design company/SIX/博報堂/博報堂ケトル/スプーン） |
| 61 | 2023年度 | CM部門         | 優秀賞                         | 大日本除虫菊 金鳥の渦巻、キンチョール、虫コナーズプレミアム、 蚊がいなくなるスプレー、細キンチョール、蚊対策 マスクをはずしてシリーズ「1」「2」「3」「4」「5」「6」（大日本除虫菊/電通（Creative KANSAI）/ヒッツコーポレーション）                                                                                  |
| 61 | 2023年度 | CM部門         | 優秀賞                         | ABJ STOP海賊版「ありがとう君の漫画愛」（ABJ/博報堂/博報堂プロダクツ） |
| 61 | 2023年度 | 報道活動部門   | 大賞                           | 「NHKアナウンサーの命を守る呼びかけ」に関する一連の取り組み（日本放送協会） |
| 61 | 2023年度 | 報道活動部門   | 優秀賞                         | トゥレット症に関する一連の報道活動（CBCテレビ） |
| 61 | 2023年度 | 報道活動部門   | 優秀賞                         | キャンペーン「かわるPTA」（東海テレビ放送） |
| 61 | 2023年度 | フロンティア賞 | フロンティア賞                 | Nドキュポケット（日本テレビ放送網） |
| 62 | 2024年度 |                |                                | |
| 62 | 2024年度 | テレビ部門     | 大賞                           | 連続テレビ小説「虎に翼」（日本放送協会） |
| 62 | 2024年度 | テレビ部門     | 優秀賞                         | テレ東の人気企画を世界のテレビ局がやってみた!テレ東スマッシュヒッツ（テレビ東京） |
| 62 | 2024年度 | テレビ部門     | 優秀賞                         | 情報は誰のもの?～ごみ処理施設と情報公開～（RKB毎日放送） |
| 62 | 2024年度 | テレビ部門     | 優秀賞                         | 題名のない音楽会（テレビ朝日） |
| 62 | 2024年度 | テレビ部門     | 特別賞                         | バリバラ（日本放送協会） |
| 62 | 2024年度 | テレビ部門     | 個人賞                         | 杉咲花：「アンメット ある脳外科医の日記」（関西テレビ）、日曜劇場「海に眠るダイヤモンド」（TBSテレビ）の演技 |
| 62 | 2024年度 | ラジオ部門     | 大賞                           | MANDAN（九州朝日放送） |
| 62 | 2024年度 | ラジオ部門     | 優秀賞                         | CBCラジオ特集「20年目」（CBCラジオ） |
| 62 | 2024年度 | ラジオ部門     | 優秀賞                         | KNB報道スペシャル「ふるさとの亀裂～地震と過疎と原発と～」（北日本放送） |
| 62 | 2024年度 | ラジオ部門     | 優秀賞                         | ABCラジオぼうさい部スペシャル あの日に学ぶ未来への備え（朝日放送ラジオ） |
| 62 | 2024年度 | ラジオ部門     | DJ賞                           | 大窪シゲキ「大窪シゲキの9ジラジ」（広島エフエム放送）パーソナリティとして |
| 62 | 2024年度 | CM部門         | 大賞                           | 三井住友銀行 Oliveシリーズ「通帳の人①」「通帳の人②」「通帳の人 手続きって、“つながり”やねん。」「通帳の人 俺もまとめてんねん。」「通帳の人 そのポイントをくれんのは、誰や?」（三井住友銀行/電通/TUGBOAT/東北新社）                                                                                                  |
| 62 | 2024年度 | CM部門         | 優秀賞                         | キリンビール KIRIN 一番搾り 糖質ゼロシリーズ「いい時代篇」「誰が決めたの?篇」（キリンビール/電通/太陽企画） |
| 62 | 2024年度 | CM部門         | 優秀賞                         | 大日本除虫菊 シンカトリ 金鳥文庫 わたしは猫シリーズ「1」「2」「3」「4」「5」「6」「7」「8」（大日本除虫菊/電通（Creative KANSAI）/ヒッツコーポレーション） |
| 62 | 2024年度 | CM部門         | 優秀賞                         | KDDI UQ親子応援割シリーズ「＃親子のスマホンネ」（KDDI/電通/AOI Pro.） |
| 62 | 2024年度 | 報道活動部門   | 大賞                           | 阪神・淡路大震災30年 関西民放NHK連携プロジェクト「守りたい、だから 伝える」（関西民放NHK連携プロジェクト） |
| 62 | 2024年度 | 報道活動部門   | 優秀賞                         | 刑事司法の壁に挑んだ一連の検証報道（関西テレビ放送） |
| 62 | 2024年度 | 報道活動部門   | 優秀賞                         | 旧優生保護法 強制不妊手術をめぐる一連の報道（東日本放送） |
| 62 | 2024年度 | フロンティア賞 | フロンティア賞                 | radiko（株式会社radiko） |

## マイベストTV賞
視聴者の参加により選ばれるテレビ番組賞。2007年（第44回）創設。放送批評懇談会選奨事業委員会が候補番組を選定し、これを毎月、放送批評懇談会正会員と「Gメンバー」（視聴者によって構成される放送批評懇談会のオンライン会員）が投票して選出される。年間で最も得票を得たものが「マイベストTV賞グランプリ」としてギャラクシー賞と共に表彰される。
これまでのグランプリは以下の通り。2017年までの12回はすべてテレビドラマが受賞していたが、2018年に初めてバラエティ番組が受賞した。
- 2006年度（第44回） - 『ハゲタカ』（NHK）
- 2007年度（第45回） - 『歌姫』（TBS系）
- 2008年度（第46回） - 『流星の絆』（TBS系）
- 2009年度（第47回） - 『JIN-仁-』（TBS系）
- 2010年度（第48回） - 『フリーター、家を買う。』（フジテレビ系）
- 2011年度（第49回） - 『妖怪人間ベム』（日本テレビ系）
- 2012年度（第50回） - 『鍵のかかった部屋』（フジテレビ系）
- 2013年度（第51回） - 『今日の日はさようなら』（日本テレビ系）
- 2014年度（第52回） - 『死神くん』（テレビ朝日系）
- 2015年度（第53回） - 『スペシャリスト』（テレビ朝日系）
- 2016年度（第54回） - 『逃げるは恥だが役に立つ』（TBS系）
- 2017年度（第55回） - 『陸王』（TBS系）
- 2018年度（第56回） - 『チコちゃんに叱られる!』（NHK）
- 2019年度（第57回） - 『きのう何食べた?』（テレビ東京系）
- 2020年度（第58回） - 『30歳まで童貞だと魔法使いになれるらしい』（テレビ東京系）
- 2021年度（第59回） - 『美しい彼』（TBS系）
- 2022年度（第60回） - 『美しい彼 シーズン2』（TBS系）[13]
- 2023年度（第61回） - 『不適切にもほどがある!』（TBS系）
- 2024年度（第62回） - 『ひだまりが聴こえる』（テレビ東京系）

## 志賀信夫賞
放送批評懇談会の発展に寄与した放送評論家・志賀信夫の功績をたたえるために、2010年（第47回）創設。広く放送界の発展、放送文化の向上に貢献した人物等を表彰する。放送批評懇談会正会員の推薦を元に選出する。
- 2009年度（第47回） - 澤田隆治
- 2010年度（第48回） - 後藤亘
- 2011年度（第49回） - 植村伴次郎
- 2012年度（第50回） - 藤田潔、調査情報
- 2013年度（第51回） - 石井ふく子
- 2014年度（第52回） - 松尾羊一
- 2015年度（第53回） - 山本雅弘[14]
- 2016年度（第54回） - 西村泰重
- 2017年度（第55回） - 川端和治
- 2018年度（第56回） - 今野勉
- 2019年度（第57回） - 樋泉実
- 2020年度（第58回） - 和崎信哉
- 2021年度（第59回） - 川平朝清
- 2022年度（第60回） - 岡崎栄
- 2023年度（第61回） - 関口宏
- 2024年度（第62回） - 中村耕治